# 명탐정 코난의 에피소드 목록 (2011년~2015년)
아래는 애니메이션 작품인 《명탐정 코난》의 역대 에피소드 목록 (2011년~2015년)을 정리한 것이다. 극장판 스페셜과 디지털 리마스터 재방송은 제외하였다.

## 목록 (2011) / 602화~641화
| 602 | 524화            | 테니스코트에 잠복하는 악마                    | 테니스코트에 숨은 악마                    | 2011년 1월 8일   | 2012년 5월 24일 | 오리지널 ep 185            | 소노코(정보라)에게 테니스를 지도하는 테니스 클럽의 고토(유지원)가 상처를 입은 부장 아즈마(김희태)를 대신해 대회에 출장하기로 하고 연습 게임을 실시해 1게임을 선취하여 휴식을 취하던 도중 츠치다(문유리)가 준 벌꿀 레몬음료가 든 보온병, 오오타케(장혜지)가 준 수건, 소노코(정보라)가 준 그립 테이프를 만진 뒤 소노코와 페어 경기를 갖던 중에 기절하게 되어 독극물 중독 사건의 용의자로 소노코(정보라)가 의심을 받게 되는 에피소드. |
| 603 | 645화 (X3-10화)  | 강령회 W 밀실 사건 (제 1의 밀실)              | 강령회 더블 밀실 사건 [제 1의 밀실]       | 2011년 1월 28일  | 2015년 2월 10일 | 오리지널 ep 186            | 코고로 일행은 산길을 헤매다, 만화가 히라사카 레이키의 자택에서 머물게 된다. 마침 히라사카 일행이 1년 전에 죽은 마에하라 키라를 불러내는 강령회를 여는 날이라 강령회에 참여하게 된 코고로 일행. 강령회 후에 참가자이자 아이돌인 우타쿠라 쇼코가 누군가에게 살해당한 채 밀실에서 발견되고 쇼유코에 이어 히라사카의 시체가 발견된다. 2명의 피해자는 각자 다른 밀실에서 사망한 채 발견된 상태. 호오노기는 강령회의 목적을 고백하고 이윽고 코고로는 히라사카가 쇼우코를 살해하고 자신의 방에서 자살했다고 추론하나 코난은 사와나미의 메시지를 보고 범인의 정체를 알게 된다. 결국 코고로의 추리를 바로잡기 위해 2개의 밀실 트릭을 사건 현장에 방문하여 풀게 된다. |
| 604 | 646화 (X3-11화)  | 강령회 W 밀실 사건 (제 2의 밀실)              | 강령회 더블 밀실 사건 [제 2의 밀실]       | 2011년 2월 5일   | 2015년 2월 10일 | 오리지널 ep 186            | 코고로 일행은 산길을 헤매다, 만화가 히라사카 레이키의 자택에서 머물게 된다. 마침 히라사카 일행이 1년 전에 죽은 마에하라 키라를 불러내는 강령회를 여는 날이라 강령회에 참여하게 된 코고로 일행. 강령회 후에 참가자이자 아이돌인 우타쿠라 쇼코가 누군가에게 살해당한 채 밀실에서 발견되고 쇼유코에 이어 히라사카의 시체가 발견된다. 2명의 피해자는 각자 다른 밀실에서 사망한 채 발견된 상태. 호오노기는 강령회의 목적을 고백하고 이윽고 코고로는 히라사카가 쇼우코를 살해하고 자신의 방에서 자살했다고 추론하나 코난은 사와나미의 메시지를 보고 범인의 정체를 알게 된다. 결국 코고로의 추리를 바로잡기 위해 2개의 밀실 트릭을 사건 현장에 방문하여 풀게 된다. |
| 605 | 647화 (X3-12화)  | 강령회 W 밀실 사건 (밀실 개방)                | 강령회 더블 밀실 사건 [밀실 개방]         | 2011년 2월 12일  | 2015년 2월 10일 | 오리지널 ep 186            | 코고로 일행은 산길을 헤매다, 만화가 히라사카 레이키의 자택에서 머물게 된다. 마침 히라사카 일행이 1년 전에 죽은 마에하라 키라를 불러내는 강령회를 여는 날이라 강령회에 참여하게 된 코고로 일행. 강령회 후에 참가자이자 아이돌인 우타쿠라 쇼코가 누군가에게 살해당한 채 밀실에서 발견되고 쇼유코에 이어 히라사카의 시체가 발견된다. 2명의 피해자는 각자 다른 밀실에서 사망한 채 발견된 상태. 호오노기는 강령회의 목적을 고백하고 이윽고 코고로는 히라사카가 쇼우코를 살해하고 자신의 방에서 자살했다고 추론하나 코난은 사와나미의 메시지를 보고 범인의 정체를 알게 된다. 결국 코고로의 추리를 바로잡기 위해 2개의 밀실 트릭을 사건 현장에 방문하여 풀게 된다. |
| 606 | 525화            | 법정의 대결 IV, 재판원 고바야시 스미코 (전편) | 법정의 대결 IV, 배심원 김은주 (전편)      | 2011년 2월 19일  | 2012년 5월 30일 | 오리지널 ep 187            | 쿠죠 레이코(서영주) 검사와 키사키 에리(노애리) 변호사가 이와마츠 용의자의 범행 여부를 법정에서 따지는 재판의 배심원으로 고바야시 스미코(김은주) 교사가 참석하는 에피소드. |
| 607 | 526화            | 법정의 대결 IV, 재판원 고바야시 스미코 (후편) | 법정의 대결 IV, 배심원 김은주 (후편)      | 2011년 2월 26일  | 2012년 5월 30일 | 오리지널 ep 187            | 쿠죠 레이코(서영주) 검사와 키사키 에리 변호사(노애리)가 고바야시 스미코(김은주) 교사의 질의를 중심으로 사건을 재구성하여 이와마츠 용의자의 무죄를 입증하게 되는 에피소드. |
| 608 | 527화            | 배반의 화이트 데이 (전편)                     | 배반의 화이트 데이 (전편)                 | 2011년 3월 5일   | 2012년 5월 31일 | 69권 File 7 ~ 9            | 코난 일행이 보는 가운데서 우라이 사장이 독극물을 먹고 사망하는 사건이 일어나고 코난이 우라이 사장의 아내에게 용의를 두는 에피소드. |
| 609 | 528화            | 배반의 화이트 데이 (후편)                     | 배반의 화이트 데이 (후편)                 | 2011년 3월 19일  | 2012년 5월 31일 | 69권 File 7 ~ 9            | 코난 일행 앞에서 넘어진 호시에의 행동을 보고 범행 속임수를 알아챈 코난이 모리 탐정을 잠재워 살인 사건의 진상을 밝혀내는 에피소드.-(한) 10기 마지막 에피소드 |
| 서른여덟 번째 닫는곡 : 달밤의 못된 장난의 마법 |                  |                                               |                                           |                  |                 |                            | |
| 610 | 1069화 (대3-1화) | 피해자는 쿠도 신이치                          | 피해자는 쿠도 신이치                      | 2011년 4월 9일   | 2023년 6월 1일  | 70권 File 5 ~ 11           | 갑자기 찾아온 헤이지(하인성)와 카즈하(서가영). 알고보니 5년 전에 병으로 죽은 이누부시 그룹의 회장인 이누부시 츠네치카가 죽은 후에 회장과 피가 이어진 사람이라고 밝힌 사람을 8명이나 양자로 모두 입양한 사토미가 병으로 쓰러지자 유산상속을 둘러싼 사건이 일어나 양자 2명이 기묘한 죽음을 당했다고 한다. 이누부시 가문의 8명의 양자들 사이에서 일어난 살인 사건에서 마견을 목격했다는 증언에 의해 유산 상속권을 포기한 양자들 중 한 사람을 찾아갔지만 그 사람이 연탄자살로 위장되어 살해되어 있는 것을 발견하게 된다. |
| 611 | 648화 (X3-13화)  | 이누부시성 화염의 마견 (도깨비불의 장)        | 화염에 휩싸인 마견의 저주 [도깨비불의 장] | 2011년 4월 16일  | 2015년 2월 17일 | 70권 File 5 ~ 11           | 이누부시 가문의 양자 사이에서 일어난 연쇄 살인사건을 조사하러 간 이누부시 성에서 양자 중 한명이 절벽에서 떨어져 사망하는 에피소드. 살해당한 양자가 불타는 개를 보았다고 증언한다. 살해당한 양자들의 주변에는 동그란 물건이 놓여져 있었음. 란(유미란)과 카즈하(서가영)가 화염의 마견(?)에게 습격당하려는 장면에서 611화가 끝난다. |
| 612 | 649화 (X3-14화)  | 이누부시성 화염의 마견 (발자국의 장)          | 화염에 휩싸인 마견의 저주 [발자국의 장]   | 2011년 4월 23일  | 2015년 2월 17일 | 70권 File 5 ~ 11           | 란(유미란)과 카즈하(서가영)가 본 유리구슬을 보기 위해 다시 묘비로 간 코난 일행은 야마무라(정영일) 경부의, 나중에는 사건을 푸는데 도움을 주는, "허접한" 말장난을 듣기를 거부한다. 하지만 란과 카즈하가 불쾌한 썩은 양파 냄새를 맡고 불타는 마견에게 습격을 당하게 되는데 그 후 양자 중 한 명이 불타는 마견에게 공격을 당해 화상을 입게 된다. |
| 서른한 번째 여는곡 : Don't Wanna Lie |                  |                                               |                                           |                  |                 |                            | |
| 613 | 650화 (X3-15화)  | 이누부시성 화염의 마견 (공주의 장)            | 화염에 휩싸인 마견의 저주 [왕비의 장]     | 2011년 4월 30일  | 2015년 2월 17일 | 70권 File 5 ~ 11           | 코난과 헤이지는 미유키에게서 양자들의 이름과 관련된 비밀을 듣고, 이름이 이번 사건과 관계되어 있다고 생각하고 코고로는 란에게서 양자들의 이름과 관련된 이야기를 듣고, 무로마치 시대를 배경으로 하는 소설인 「난소 사토미 팔견전」을 떠올린다. 코고로는 이 소설을 힌트로 미유키가 범인이라고 추리하지만 마견의 정체가 LED 라이트와 라이터, 연탄을 이용한 트릭임을 밝히고, 마견을 조종하여 이누부시 가문의 양자를 차례차례로 살해한 범인이, 마견에게 습격당했던 양자임을 밝히는 코난과 헤이지였다. |
| 대한민국 11기 : 널 위한 멜로디 (일본판 마흔네 번째 닫는곡 : <눈동자의 멜로디>) 2013년 4월 15일 ~ 2013년 6월 18일 투니버스 (월,화 18:00~20:00; 614화~660화 중 9화 미방) |                  |                                               |                                           |                  |                 |                            | |
| 614 | 529화            | 일기가 연주하는 비밀 (전편)                   | 일기가 연주하는 비밀 (전편)               | 2011년 5월 7일   | 2013년 4월 15일 | 69권 File 10 ~ 70권 File 1 | 죽순 캐기 여행에서 돌아오는 길에 아가사 박사의 차가 고장나, 코난과 소년 탐정단 일행은 아가사가 렌트카를 빌려오는 동안 산 속에서 기다리기로 한다. 코난 일행이 가까이 있는 별장촌으로 가니, 한 채의 별장에서 피아노 소리가 들려오지만, 그 별장의 초인종을 눌러도 대답은 없다. 비를 피하기 위해 기묘한 피아노 소리가 들려오는 저택 안으로 들어간 탐정단 일행은 유괴한 아이를 살해한다고 암시하는 내용이 쓰여진 일기장과 함께 자그마한 관을 발견하게 된다.(한) 11기 시작. |
| 615 | 530화            | 일기가 연주하는 비밀 (후편)                   | 일기가 연주하는 비밀 (후편)               | 2011년 5월 14일  | 2013년 4월 15일 | 69권 File 10 ~ 70권 File 1 | 자그마한 관과 함께 발견된 일기장이 사건을 푸는 열쇠가 될 것이라 생각한 코난은 수첩을 한번 더 조사한다. 그리고 차례차례 수첩의 이상한 점을 깨닫게 되는 코난은 피아노 방을 조사해 사건의 진상에 가까스로 도달한다. 그리하여 일기장의 상태로 일기가 바꿔치기 당했음을 알게 된 코난은 검은 사람의 인간이 사실은 유괴당했다는 꼬마였다는 것을 밝힌다. 그리고 검은 사람의 인간인 꼬마에게서 사라진 페이지의 내용을 입수하여 진짜 유괴범의 자살을 막게 된다. |
| 616 | 531화            | 홈즈의 묵시록 (명탐정의 제자)                 | 홈즈의 묵시록 (홈즈의 제자)               | 2011년 5월 21일  | 2013년 4월 16일 | 71권 File 3 ~ 72권 File 1  | 대부호의 고양이를 찾아준 대가로, 런던 여행을 하게 된 코고로 일행, 하지만 코난은 여권 문제로써 쿠도 신이치로 변하고 출국 심사를 패스한다는 하이바라의 묘안으로 런던에 가게 된다. 한편 모리 일행과 런던 시내 구경을 하기로 하고 돌아다니던 코난은 런던의 셜록 홈즈의 별관에서 아폴로 글래스라는 소년에게 날아들어온 범인의 묵시록을 받고 묵시록의 암호를 해독하려 하고 란은 셜록 홈즈의 동상이 있는 곳에서, 세계 No.1 테니스 챔피언인 미네르바 글래스를 만나게 된다. 미네르바는 자신이 애인에게서 차인 이야기를 바탕으로 Love is 0(러브는 제로, 러브는 테니스에서 0점을 뜻함.)를 말한다. 한편 코난은 범인이 계획한 런던에서의 대형 살인이 바로 윔블던에서 일어날 것임을 추리하게 되면서 사건에 휘말려 버린다. |
| 617 | 532화            | 홈즈의 묵시록 (Love is 0)                     | 홈즈의 묵시록 (Love is 0)                 | 2011년 5월 28일  | 2013년 4월 16일 | 71권 File 3 ~ 72권 File 1  | 대부호의 고양이를 찾아준 대가로, 런던 여행을 하게 된 코고로 일행, 하지만 코난은 여권 문제로써 쿠도 신이치로 변하고 출국 심사를 패스한다는 하이바라의 묘안으로 런던에 가게 된다. 한편 모리 일행과 런던 시내 구경을 하기로 하고 돌아다니던 코난은 런던의 셜록 홈즈의 별관에서 아폴로 글래스라는 소년에게 날아들어온 범인의 묵시록을 받고 묵시록의 암호를 해독하려 하고 란은 셜록 홈즈의 동상이 있는 곳에서, 세계 No.1 테니스 챔피언인 미네르바 글래스를 만나게 된다. 미네르바는 자신이 애인에게서 차인 이야기를 바탕으로 Love is 0(러브는 제로, 러브는 테니스에서 0점을 뜻함.)를 말한다. 한편 코난은 범인이 계획한 런던에서의 대형 살인이 바로 윔블던에서 일어날 것임을 추리하게 되면서 사건에 휘말려 버린다. |
| 618 | 533화            | 홈즈의 묵시록 (Satan)                         | 홈즈의 묵시록 (사탄)                      | 2011년 6월 4일   | 2013년 4월 23일 | 71권 File 3 ~ 72권 File 1  | 코난은 아직 신이치로 돌아와있는 상태라 언제 코난으로 돌아올지 모르기 때문에 외출할 수가 없으며 란과 코고로는 암호 해독을 위해 런던 시가지로 향하는 가운데, 암호 종이에서 검출된 지문으로 용의자가 하데스 사바라라고 하는 도주 중인 연속 살인범으로 판명된다. 란은 처음으로 신이치(코난)가 푼 암호를 참고로 차례차례 암호를 해독하게 되고 이후 암호의 장소에 문자가 숨겨져 있다는 것을 깨닫고 발견한 문자를 이어 맞추게 되는 가운데 코난은 변성기를 사용해서 신이치로서 란에게 전화를 걸어 도와준다. 이윽고 신이치의 지시를 받은 란은 남은 2개의 암호문도 해독해 모든 문자를 알게 된다. 신이치는 문자의 배열을 바꾸어 Saturday의 어원인 SATURN(토성)이라는 키워드를 이끌어 내어 신이치는 범인이 토요일에 사건을 일으킬 거라고 추리한다. 그리고 다음날인 토요일, 코난은 암호문에서 범인인 하데스가 타켓으로 삼고 있는 장소를 추적하여 다음 범행을 막고자 결의한다.                                                                                                 |
| 619 | 534화            | 홈즈의 묵시록 (Code Break)                    | 홈즈의 묵시록 (Code break)                | 2011년 6월 11일  | 2013년 4월 23일 | 71권 File 3 ~ 72권 File 1  | 코난은 아직 신이치로 돌아와있는 상태라 언제 코난으로 돌아올지 모르기 때문에 외출할 수가 없으며 란과 코고로는 암호 해독을 위해 런던 시가지로 향하는 가운데, 암호 종이에서 검출된 지문으로 용의자가 하데스 사바라라고 하는 도주 중인 연속 살인범으로 판명된다. 란은 처음으로 신이치(코난)가 푼 암호를 참고로 차례차례 암호를 해독하게 되고 이후 암호의 장소에 문자가 숨겨져 있다는 것을 깨닫고 발견한 문자를 이어 맞추게 되는 가운데 코난은 변성기를 사용해서 신이치로서 란에게 전화를 걸어 도와준다. 이윽고 신이치의 지시를 받은 란은 남은 2개의 암호문도 해독해 모든 문자를 알게 된다. 신이치는 문자의 배열을 바꾸어 Saturday의 어원인 SATURN(토성)이라는 키워드를 이끌어 내어 신이치는 범인이 토요일에 사건을 일으킬 거라고 추리한다. 그리고 다음날인 토요일, 코난은 암호문에서 범인인 하데스가 타켓으로 삼고 있는 장소를 추적하여 다음 범행을 막고자 결의한다.                                                                                                 |
| 620 | 535화            | 홈즈의 묵시록 (잔디의 여왕)                   | 홈즈의 묵시록 (잔디의 여왕)               | 2011년 6월 18일  | 2013년 4월 23일 | 71권 File 3 ~ 72권 File 1  | 잔디의 여왕 미네르바가 제 1 세트를 0 대 6으로 놓친 것을 이상하게 여기는 코난. 코난은 미네르바가 서브를 한 위치가 점자를 나타낸다는 사실을 깨닫고, 「HELP」라는 메시지를 읽어낸다. 계속해서 미네르바의 점자를 읽어 내, 코난은 범인인 하데스가 시합 종료와 동시에 미네르바의 어머니를 살해하려 한다는 사실을 알게 된다. 그 후, 코난은 관중석에 있는 미네르바의 어머니가 가지고 있는 봉제인형 안에 폭탄이 설치되었다는 것을 간파한다. 그리고 미네르바의 도움으로 코난은 관중석에 있는 범인인 하데스를 찾아낼 방법을 깨닫고, 「버텨서 꼭 이겨!」라고 미네르바에게 메시지를 보낸다. 제 2 세트는 6대 6의 타이브레이크. 미네르바는 이 세트를 놓침과 동시에 어머니가 살해되는 상황이었다. 필사적으로 랠리를 계속해서 시간을 버는 미네르바. 하지만 코난이 하데스를 찾아내기 전에 미네르바는 상대에게 세트 포인트를 빼앗겨 버린다. 결국 심판을 시합 종료를 선언하고 하데스는 폭탄의 스위치에 손을 대려는 순간 미네르바의 강스매쉬와 국제경찰의 등장으로 하데스가 체포된다. |
| 621 | 536화            | 홈즈의 묵시록 (0 is Start)                    | 홈즈의 묵시록 (0 is Start)                | 2011년 6월 25일  | 2013년 4월 23일 | 71권 File 3 ~ 72권 File 1  | 잔디의 여왕 미네르바가 제 1 세트를 0 대 6으로 놓친 것을 이상하게 여기는 코난. 코난은 미네르바가 서브를 한 위치가 점자를 나타낸다는 사실을 깨닫고, 「HELP」라는 메시지를 읽어낸다. 계속해서 미네르바의 점자를 읽어 내, 코난은 범인인 하데스가 시합 종료와 동시에 미네르바의 어머니를 살해하려 한다는 사실을 알게 된다. 그 후, 코난은 관중석에 있는 미네르바의 어머니가 가지고 있는 봉제인형 안에 폭탄이 설치되었다는 것을 간파한다. 그리고 미네르바의 도움으로 코난은 관중석에 있는 범인인 하데스를 찾아낼 방법을 깨닫고, 「버텨서 꼭 이겨!」라고 미네르바에게 메시지를 보낸다. 제 2 세트는 6대 6의 타이브레이크. 미네르바는 이 세트를 놓침과 동시에 어머니가 살해되는 상황이었다. 필사적으로 랠리를 계속해서 시간을 버는 미네르바. 하지만 코난이 하데스를 찾아내기 전에 미네르바는 상대에게 세트 포인트를 빼앗겨 버린다. 결국 심판을 시합 종료를 선언하고 하데스는 폭탄의 스위치에 손을 대려는 순간 미네르바의 강스매쉬와 국제경찰의 등장으로 하데스가 체포된다. |
| 622 | 537화            | 긴급사태 252 (전편)                           | 긴급사태 252 (전편)                       | 2011년 7월 2일   | 2013년 4월 30일 | 72권 File 2 ~ File 4       | 다음주 해체될 예정인 폐빌딩에서 깡통차기를 하는 코난 일행. 겐타는 숨어있을 때 벽을 두드리는 소리를 들었다고 한다. 소리는 2번, 5번, 2번 후 멈추었다는 것에 코난은 도쿄 소방청의 통화 코드를 떠올린다. 252는 구조를 필요로 하는 사람이 있다는 통화 코드였다. 그 후, 코난 일행은 쇠망치로 벽을 두드리고 있는 작업복을 입은 남자 두 명을 발견한다. 그들은 빌딩 해체 준비를 위해 강도를 확인하고 있다고 한다. 하지만 코난은 두 명이 누군가를 감금하고 있다는 것을 간파하는데... (한)도쿄 소방청에서 베이커 소방서로 변경 |
| 623 | 538화            | 긴급사태 252 (후편)                           | 긴급사태 252 (후편)                       | 2011년 7월 9일   | 2013년 4월 30일 | 72권 File 2 ~ File 4       | 부자 노인을 유괴한 2인조에게 잡혀서 방 옆의 벽에 묶여버린 코난과 하이바라. 범인 중 한명은 코난 일행을 지키고, 나머지 한명은 미츠히코와 아이들을 찾으러 간다. 하지만, 범인은 미츠히코와 아이들을 찾아내지 못하고, 코난은 미츠히코와 아이들이 같은 방의 로커 안에 숨어있다는 것을 추리해 알아낸다. 코난은 탐정단 배지로 바닥을 두드려 미츠히코와 아이들에게 메시지를 보낸다. 그것은 도쿄 소방청의 통화 코드였다. 코난은 통화코드를 사용해 미츠히코와 아이들에게 지시를 내려 이 상황을 타개하려 하는데... |
| 624 | 539화            | 첫 사랑의 비디오 레터                         | 첫 사랑의 비디오 레터                     | 2011년 7월 16일  | 2013년 4월 30일 | 71권 File 1 ~ File 2       | 시청각실에서 테이탄 초등학교의 졸업생이었던 치바 형사와 만난 코난과 소년 탐정단. 치바 형사는 13년 전의 러브레터의 답장을 찾고 있다고 털어놓는다. 당시, 치바는 같이 특수 촬영 드라마를 찍은 미이케 나에코에게 러브레터를 주었으며 그 후에 나에코는 곧바로 전학갔다고 한다. 답장 편지에는 자신의 기분을 시청각실의 창고에 보관해두었다고 쓰여져 있었다고 한다. 치바의 말에 의하면 나에코가 남긴 것은 비디오 레터로, 코난 일행은 당시에 발견되지 않았던 비디오 레터를 찾는데... 미이케 나에코(정나혜) 첫등장. |
| 625 | 540화            | 절규 수술실 <오페룸> (전편)                   | 절규의 수술실 (전편)                      | 2011년 7월 23일  | 2013년 4월 30일 | 72권 File 5 ~ File 7       | 베이카 대학의 축제에서 강연하는 코고로. 예술학과인 츠지에는 코고로 대신 란과 소노코, 코난을 귀신의 집에 안내하고, 좀비의 능력을 평가해달라고 부탁한다. 츠지에는 하치야, 안나, 무츠미와 졸업과제로 공포영화를 찍고 있다고 한다. 코난 일행이 귀신의 집에 있는 수술실에 들어가자, 수술대에 가로놓여진 좀비 역할의 안나가 몸을 격렬하게 떨고는 사망한다. 메구레 경부는 독약을 먹고 자살했다고 판단하지만, 코난은 자살로 위장한 살인 사건이라 추리하는데... |
| 626 | 541화            | 절규 수술실 <오페룸> (후편)                   | 절규의 수술실 (후편)                      | 2011년 7월 30일  | 2013년 5월 7일  | 72권 File 5 ~ File 7       | 코난은 안나의 뺨에 저항흔이 있는 것을 알게 되고, 안나는 누군가에게서 독 캡슐을 먹여져 삼킬 때까지 입이 막혀있었다고 추리한다. 란 일행이 수술실에 들어왔을 때, 이미 죽은 것이 분명한 안나는 다리를 떨고 있었다. 메구레는 안나가 살아 있는 것처럼 위장할 수 있었던 무츠미, 하치야, 츠지에 3명을 용의자로 생각한다. 하지만 이 추리에 반대의견을 내놓는 3명의 용의자. 코난은 침대의 이불과 침대 아래의 상황을 보고 범인의 트릭을 간파하는데... |
| 서른두 번째 여는곡 : Misty Mystery |                  |                                               |                                           |                  |                 |                            | |
| 서른 아홉 번째 닫는곡 : 필그림 |                  |                                               |                                           |                  |                 |                            | |
| 627 | 542화            | 코난 키드의 료마 보물 공방전 (전편)           | 코난 키드의 료마 보물 공방전 (전편)       | 2011년 8월 20일  | 2013년 5월 7일  | 70권 File 2 ~ File 4       | 스즈키 지로키치의 박물관에서 타루미 시시히코 주최로 료마전이 열리고 지로키치에게 괴도 키드가 보낸 예고장이 도착해 이목이 사카모토 료마가 타카스기 신사쿠에게서 받은 권총과 건벨트에 향한다. 하지만 키드의 목적은 20년 전에 타루미가 열었던 료마전에서 도둑맞은 세 물품을 돌려주러 오겠다는 것이었다. 코난은 예고장에 쓰여진 「다시 한 번 세탁하겠다」는 료마 투의 예고에 주목한다. 그리고 박물관의 주변 상황을 통해 코난은 키드가 비가 내리는 것을 기다려 예고 일시를 결정했을 것이라고 추리하게 된다. |
| 628 | 543화            | 코난 키드의 료마 보물 공방전 (후편)           | 코난 키드의 료마 보물 공방전 (후편)       | 2011년 8월 27일  | 2013년 5월 7일  | 70권 File 2 ~ File 4       | 코난은 화장실 칸 안에서 료마의 피스톨을 갖고 있는 키드의 설명을 듣게 된다. 키드는 도둑질 했던 물건을 돌려주러 왔을 뿐이니 방해하지 말라고 코난에게 이야기하고 자취를 감춘 키드를 찾고자 코난이 화장실 칸에서 나오자, 타루미와 하나무라가 몰래 이야기를 나누고 있었다. 그 후, 란은 소노코의 오른쪽 소매에 글씨가 쓰여져 있는 것을 발견하게 되고 소노코는 누군가에게 밀려서 건벨트 전시 케이스에 부딪혔다고 이야기한다. 그 이야기를 들은 코난은 키드가 정말로 비를 내리게 할 작정이라는 것을 간파하게 된다. |
| 마흔 번째 닫는곡 : Your Best Friend |                  |                                               |                                           |                  |                 |                            | |
| 629 | 544화            | 프로모션 비디오 촬영 사건 (전편)              | 프로모션 비디오 촬영사건 (전편)           | 2011년 9월 3일   | 2013년 5월 7일  | 오리지널 ep 188            | 휴가를 이용해 남쪽 바다의 고도에 온 코난, 란, 소노코, 겐타, 미츠히코, 아유미. 섬에서는 미남 배우인 미야사카의 프로모션 비디오 촬영을 하는 중이었다. 작년에 미야사카는 술에 취해 상해사건을 일으켜서, 주연이던 드라마가 중단된 후에 내리막길을 타게 된 미야사카는 텔레비전에서 자취를 감추고 있었다. 코난 일행은 촬영 스탭을 부려먹고 심하게 대하는 미야사카를 보게 된다. 그리고 촬영이 끝난 후, 미야사카는 펜션의 방에서 사체가 되어 발견된다. |
| 630 | 545화            | 프로모션 비디오 촬영 사건 (후편)              | 프로모션 비디오 촬영사건 (후편)           | 2011년 9월 10일  | 2013년 5월 14일 | 오리지널 ep 188            | 배우인 미야사카가 살해돼, 카메라맨인 요잔, 카메라 조수인 오키타, 여배우인 사에코, AD인 야마모토가 용의자가 된 상황에서 코난은 사체를 보았을 때의 위화감이 신경쓰여, 미야사카의 방을 다시 확인하지만 처음 보았을 때의 위화감은 왜인지 사라져 있었다. 그 후, 미키는 요잔이 폭풍우 속을 달려가고 있는 모습을 목격했다고 진술, 모두는 요잔이 범인이라 도망갔다고 추리하고 요잔이 도망간 쪽의 모퉁이 절벽에서 전락사한 요잔이 사체가 되어 발견된다. |
| 631 | 546화            | 꽃시계는 알고 있었다                          | 꽃시계는 알고 있다                        | 2011년 9월 17일  | 2013년 5월 14일 | 오리지널 ep 189            | 이른 아침, 공원의 꽃시계 앞에서 지휘봉 연습을 하는 아유미. 그 때, 스토커가 나타나는 듯 해서 코난 일행이 상황을 보러 간다. 그 남자는 꽃시계 반대편의 6개의 흰돌 부근에서 술병을 든 채로 죽어 있었다. 타카기 형사는 꽃시계 근처에 있는 전망대 위에서 남자 구두 나머지 한쪽을 발견한다. 코고로는 그 남자가 엄청 취한 상태에서 발을 헛디뎌 전망대에서 떨어졌다고 추리한다. 하지만 그 남자가 근무하던 공장의 공장주가 들려준 이야기를 들은 코난은 사고가 아니고 누군가가 살해한 것이라고 추리하게 된다. |
| 632 | 547화            | 시간의 파수꾼의 칼날 (전편)                   | 시간 파수꾼의 칼날 (전편)                 | 2011년 10월 1일  | 2013년 5월 14일 | 72권 file 11 ~ 73권 file 2 | 2년 전부터 호시나 루카코의 생일이 가까워지면 도착하는 협박문. 집사인 오우메는 시간을 지키는 사람이라는 발신자를 밝혀내고 싶다고 코고로에게 의뢰한다. 공교롭게도 비가 내리는 루카코의 생일. 코고로는 루카코의 생일 행사에서 보디가드가 되어 코난, 란과 함께 방문한다. 초대된 손님들이 지켜보는 가운데 행사의 주인공인 루카코는 생일 케이크의 촛불을 불어끈다. 그 직후, 어둠속에 울려퍼지는 루카코의 비명 소리로 인해 연회장이 다소 소란스러워져 결국 서둘러 불을 켠다. 하지만 루카코는 가슴을 찔려 죽은 채 발견된다. |
| 633 | 548화            | 시간의 파수꾼의 칼날 (후편)                   | 시간 파수꾼의 칼날 (후편)                 | 2011년 10월 8일  | 2013년 5월 14일 | 72권 file 11 ~ 73권 file 2 | 암흑 속에서 호시나 루카코가 피살되고 카루베는 범인이 드레스를 입고 있었을지도 모른다고 증언한다. 치아키는 범인이 민첩하게 움직였다고 메구레에게 설명하고 후루가키는 범인이 꽤 살찐 사람이라고 이야기한다. 메구레는 모든 증언을 참고해 범인을 찾아보지만 초대된 손님 중에 해당되는 사람은 없었다. 코난은 베란다 난간이나 창틀에 묻어있는 피에 주목한다. 그리고 오전 0시가 되어 대시계의 종이 울리고 코난은 큰 시계를 보게 된다. 이후 무엇인가를 깨달은 코난은 시간의 파수꾼이라고 자칭한 범인의 트릭을 간파하게 된다. |
| 634 | 1070화 (대3-5화) | 범행 현장은 굉장히 좁은 가게                  | 범행 현장은 비 좁은 가게                  | 2011년 10월 15일 | 2023년 6월 8일  | 오리지널 ep 190            | 코고로가 방문한 간이 주점인 「사츠키」. 카운터에는 코고로, 단골손님인 나카무라 스스무, 오우기 치히로, 시노하라 신유 4명이 앉아있어 만석이었다. 가장 안쪽에 있던 오우기가 가게 바깥에 있는 화장실에 가려고 하는 바람에 코고로와 시노하라, 나카무라는 오우기가 나갈 수 있도록 가게 밖으로 나온다. 나카무라는 나온 김에 담배 가게에 가고, 시노하라는 돈을 인출하러 인파 속으로 사라진다. 코고로가 담배를 피우고 나서 가게에 돌아오는 나머지 3인을 만나게 되지만 3분 후, 코고로 일행이 가게로 돌아오자, 여주인인 미시마 사츠키가 누군가에게 살해당해 있음을 발견하게 된다. |
| 635 | 549화            | 다이어트에 조심할 것                          | 위험한 다이어트                           | 2011년 11월 5일  | 2013년 5월 21일 | 오리지널 ep 191            | 란이 제비뽑기에서 요가 합숙을 뽑은 덕분에 코난, 란, 소노코는 합숙소에서 요가와 다이어트에 힘쓴다. 참가자인 데가와 아츠코는 허브티가 너무 뜨거워 화상을 입었다며 클레임을 걸어 오너 겸 인스트럭터인 사토야마 츠키코가 사과한다. 유명한 진상 고객인 아츠코는 주방장인 이이모리 카오루와 친구인 이노마타 야스코에게도 심하게 대한다. 밤이 되어, 저녁 식사 전에 요가를 하는데, 아츠코는 도중에 방으로 돌아가버린다. 그 후, 유서를 남겨놓고 사망해있는 아츠코가 발견되지만 방 안의 상태를 통해 아츠코를 독상당했음을 알게 된 코난은 소노코를 잠재워 사건을 해결하게 된다. |
| 636 | 550화            | 세상에서 제일 받고싶은 수업 사건 (전편)       | 세상에서 제일 받고 싶은 수업 사건 (전편)  | 2011년 11월 12일 | 2013년 5월 21일 | 오리지널 ep 192            | 코고로는 인기방송 「세계에서 제일 받고 싶은 수업」 에 강사로 출연하게 되어, 코난, 란과 함께 니치우리 TV에 온다. 그리고 사회자인 사카이 교장과 출연자들이 스튜디오에 모여, 리허설을 한다. 2교시의 강사를 하는 야마자키 테츠시는 격렬한 소리와 증기를 분출하며 과자를 만드는 뻥튀기 기계를 시연한다. 그런데 그 직후 출연자 중 한 명인 엔카 황제, 키미지마 노부오가 소유한 시가 수억엔 상당의 주목받던 푸른색의 항아리를 누군가에게 도둑맞는데... |
| 637 | 551화            | 세상에서 제일 받고싶은 수업 사건 (후편)       | 세상에서 제일 받고 싶은 수업 사건 (후편)  | 2011년 11월 19일 | 2013년 5월 21일 | 오리지널 ep 192            | 「세계에서 제일 받고 싶은 수업」의 리허설 도중, 키미지마가 소유하고 있던 푸른색의 항아리가 도난당해 코고로는 키미지마가 휴대폰을 부수었던 야마자키가 원한을 품고 범행을 저질렀다고 추리한다. 야마자키는 요코의 손수건을 훔친 것은 자백하지만, 항아리를 훔친 범인은 아니었다. 그 후, 혼마가 녹화가 중단될 것이라 생각해 커다란 가방을 가지고 스튜디오를 나가려고 하자 코고로는 혼마가 푸른색의 항아리를 가방에 넣어 가져가려 한다고 판단하는데... |
| 638 | 552화            | 단풍 저택에서 수수께끼를 푼다 (전편)          | 단풍저택에서 수수께끼를 풀다 (전편)       | 2011년 11월 26일 | 2013년 5월 21일 | 오리지널 ep 193            | 이상한 일과 관련되어 나카키타 카에데(김가애)와 운전기사인 스자카 에이코(남보영)와 만나게 되어, 단풍 저택이라 불리는 카타요세 오사부로(편승왕)의 저택에 안내받는 코난, 코고로, 란. 카에데(김가애)는 교통사고로 부모님을 잃고, 최근에 오사부로(편승왕)에게 거두어졌다고 한다.코난은 모든 사람의 행동에서 오사부로의 아들인 오기히토(편광인)와 딸인 노부에(편도경)가 사고로 위장해 카에데를 없애려고 하는 것을 알게된다. 그 후, 오후 3시에 다른 사람과 만날 약속을 했던 오사부로(편승왕)가 방에서 독살당하는 사건이 발생한다. 코난은 상황을 보고 범인이 근처에 있다고 추리하는데... |
| 639 | 553화            | 단풍 저택에서 수수께끼를 푼다 (후편)          | 단풍저택에서 수수께끼를 풀다 (후편)       | 2011년 12월 3일  | 2013년 5월 28일 | 오리지널 ep 193            | 자신의 방에서 죽은 오사부로(편승왕). 뜰에는 코난, 복도에는 란이 있었던 때의 밀실 범죄였다. 코고로는 오사부로(편승왕)가 남긴 암호문의 해독에 착수한다. 그때, 오기히토(편광인)와 노부에(편도경)가 행방을 감춘 것이 드러난다. 한편 오기히토(편광인)와 노부에(편도경)는 암호문이 숨겨진 재산의 장소를 적어놓은 것이라고 생각했다. 그 후, 코난은 암호문의 일부를 해독한다. 그 직후, 노부에(편도경)의 비명소리가 들려온다. 그리고 코난 일행은 등에 화살이 박혀 죽어있는 노부에(편도경)를 발견한다. 게다가 코고로가 범인으로 의심하던 오기히토(편광인)가 벼랑에서 떨어지는데... |
| 640 | 1071화 (대3-6화) | 8장의 스케치 기억 여행 (오카야마 편)          | 8장의 스케치 기억 여행 (오카야마 편)      | 2011년 12월 10일 | 2023년 6월 8일  | 오리지널 ep 194            | 코난은 미식 여행의 체험 작가로 선택된 란과 타운지 기자인 나시다와 오카야마를 관광하던 중, 기억상실증에 걸린 여성과 만나게 된다. 그녀는 자신이 누구인지 조사해달라고 코고로에게 의뢰한다. 코난 일행은 그녀가 그린 8장의 스케치를 실마리로 그녀의 기억을 더듬어 간다. 그러던 중, 그녀의 친구라는 카나에가 나타나, 그녀는 키치세 마유코로 밝혀진다. 마유코는 어제 일어났던 보석강도사건의 목격자로 카나에는 용의자가 되어버린 그녀의 오빠인 케이고의 무죄를 증명해 달라는 생각을 하고 있었는데... |
| 641 | 1072화 (대3-7화) | 8장의 스케치 기억 여행 (쿠라시키 편)          | 8장의 스케치 기억 여행 (쿠라시키 편)      | 2011년 12월 17일 | 2023년 6월 9일  | 오리지널 ep 194            | 마유코는 어떤 사람에게 납치당할 뻔하지만 코난이 어떻게 잘 격퇴한다. 코난 일행은 남은 5장의 스케치를 다시 확인하다가, 1장의 그림이 키비츠 신사의 나루카마신지의 모습이라는 것을 알게 된다. 신사에 간 코난 일행은 타운지의 인터넷판에 나온 쿠라시키에서 마유코를 봤었다는 목격담에 의지해 구라시키로 간다. 스케치와 일치하는 것들이 차례대로 발견되고, 마유코의 기억도 조금씩 되살아난다. 그때, 마유코를 누군가가 또다시 데리고 사라지려 하는데... |

## 목록 (2012) / 642화~680화
| 642 | 1073화(대 3-8화)  | 카루타 잡기 위기일발 (전편)         | 카루타 게임 위기일발 (전편)                | 2012년 1월 7일   | 2023년 6월 9일  | 72권 File 8 ~ 10          | 정초부터 감기 걸린 코난은 카루타 놀이를 하기로 약속했던 미츠히코, 아유미, 겐타, 아이가 건 영상 통화를 통해 아유미 집에 들어온 동갑내기 꼬마 우라후네 마사오가 모르는 놈들이 집에 쳐들어왔다고 도움을 요청하는 사이 그의 아버지와 어머니라고 밝히며 나타나 마사오의 거짓말을 사과한 인물이 마사오의 말대로 부모가 아님을 아유미 일행에게 알려주지만 어째서 코난이 그 사실을 알았는지 모르는 일행이 마사오 군 네 집에 방문하게 된다. |
| 643 | 1075화(대 3-9화)  | 카루타 잡기 위기일발 (후편)         | 카루타 게임 위기일발 (후편)                | 2012년 1월 14일  | 2023년 6월 16일 | 72권 File 8 ~ 10          | 마사오 군이 카루타 놀이 도중 화장실을 가기 위해 자리를 비운 사이 마사오 군이 화장실에 간 것은 암호를 풀 시간을 주기 위한 것이라고 판단한 하이바라는 「루」, 「코」, 「니」, 「테」라는 마사오가 가진 카루타 카드 4장의 암호 해독을 시작한 동시에 감기로 누워있는 코난에게도 문자로 암호와 여러 정보를 전송하게 되고 이후, 암호를 해독하게 된 하이바라가 나중에 현장을 방문한 코난에게서 어째서 그런 사실을 알게 되었는지 듣게 된다. |
| 마흔 한 번째 닫는곡 : 슬플 정도로 오늘 석양은 아름답구나 |                   |                                     |                                            |                  |                 |                           | |
| 644 | 554화             | 죽을만큼 맛있는 라면 (전편)         | 죽을만큼 맛있는 라면 (전편)                | 2012년 2월 4일   | 2013년 5월 28일 | 73권 File 3 ~ 5           | 죽도록 맛있다는 문구가 쓰여진 라면집에 온 코고로와 코난은 점장인 오구라와 아르바이트생인 오오하시, 가게에 와 라면 가게 빼라고 강요하는 부동산 재개발 회사 사장인 사이즈, 사이즈가 방금 전에 들렀다 왔다는 이웃 이발소의 주인인 타니나카와 함께 있던 도중 사이즈가 주절주절 나쁜 말을 한 후, 라면을 먹고는 괴로워하기 시작한 뒤 정말로 죽어버리는 것을 목격하게 된다. |
| 645 | 555화             | 죽을만큼 맛있는 라면 (후편)         | 죽을만큼 맛있는 라면 (후편)                | 2012년 2월 11일  | 2013년 5월 28일 | 73권 File 3 ~ 5           | 상점가의 사람들에게 원성을 사던 사이즈는 청산계 독극물을 섭취했고, 메구레 경부는 살인 사건으로 여겨 수사를 시작하는데 용의자는 점장인 오구라, 아르바이트생인 오오하시와 이웃 이발소 주인인 타니나카 등의 3명으로 독은 사이즈의 왼손 엄지손가락과 집게손가락, 사이즈가 사용했던 젓가락과 앉아있던 테이블 위에서 검출되어 코난은 용의자 3명의 소지품에 주목하지만 그 3명은 독을 넣을만한 용기를 갖고 있지 않았음이 밝혀진다. |
| 646 | 556화             | 유령 호텔의 추리 대결 (전편)        | 유령호텔의 추리대결 (전편)                 | 2012년 2월 18일  | 2013년 5월 28일 | 73권 File 6 ~ 8           | 하이드 호텔에 도착한 코난 일행이 호텔 케이크 카페를 발견하자 마자, 주차장에서 큰 소리가 나고 주차장에선 송금 사기 주모자인 우에스미가 머리에 피를 흘리고 쓰러져 있는 걸 발견한 에피소드. 그 자리에 있던 일행은 정황 상 자살이라고 판단하지만 그 때 코난 일행과 같이 있었던 세라가 나타나 이 사건은 살인이라고 지적하고 돌연 자신은 코난과 같은 탐정이라고 밝히며 미소짓는다. 세라 마스미(양세라) 첫등장. |
| 647 | 557화             | 유령 호텔의 추리 대결 (후편)        | 유령호텔의 추리대결 (후편)                 | 2012년 2월 25일  | 2013년 6월 4일  | 73권 File 6 ~ 8           | 송금 사기의 주모자인 우에스미가 호텔에서 뛰어내려 자살한 듯 하지만 코난과 탐정인 세라는 누군가가 살해했다고 추리하는데 별관에는 한밤중에 유령이 나온다는 소문을 일행이 듣는 에피소드. 한밤중에 움직이는 전동 휠체어 이야기에 주목한 코난은 우에스미가 사용하던 휠체어에 남아있는 상처에 주목하고 코난은 현장의 상황에서 범인이 우에스미를 살해한 트릭을 간파, 거의 동시에 범인을 알아챈 세라가 모든 사람들 앞에서 고의로 서투르게 풀어놓은 추리를 들은 코난이 세라가 제시한 추리의 오류를 고교생 탐정 쿠도 신이치로서 바로잡는다.                                                   |
| 대한민국 미공개 X파일 3기 : Hello Mr. my yesterday (일본판 서른다섯 번째 닫는곡 : <Hello Mr. my yesterday>) 2015년 2월 24일 투니버스 (화 20:00~21:00; 11기 미방영분 중 3화 방영) |                   |                                     |                                            |                  |                 |                           | |
| 648 | 651화 (X3-16화)   | 탐정 사무소 농성사건 (발발)         | 탐정사무소 인질사건 [발발]                 | 2012년 3월 3일   | 2015년 2월 24일 | 73권 File 9 ~ 74권 File 1 | 탐정 사무소에 작가인 미츠이, 유치, 니헤이가 온 후, 사와구리 이사오가 돌연 나타나 갑자기 권총을 들이댄다. 사와구리 이사오의 여동생인 사와구리 미쿠는 미스터리 작가로서 작가 3명과 SNS 친구였는데 지난 달에 사와구리 미쿠가 온천 여관에서 손목을 그어 자살한 상태. 하지만 이사오는 3명 중에 누군가가 살해했다고 생각하고 있어 결국 사건을 해결해 달라고 코고로에게 부탁한다. 이사오는 범인을 살해하고 자살하려는 생각이었는데 아가사의 집에 있던 코난은 이사오가 오기 전 세라의 제안에 란이 건 전화를 통해 사무소의 상황을 어렴풋이 깨닫게 된다.                                      |
| 649 | 652화 (X3-17화)   | 탐정 사무소 농성사건 (저격)         | 탐정사무소 인질사건 [저격]                 | 2012년 3월 10일  | 2015년 2월 24일 | 73권 File 9 ~ 74권 File 1 | 사와구리에게 란의 휴대전화가 통화 중이었다는 사실을 들키지만 코난은 변성기를 사용해 쿠도 신이치로 연기해 사건을 해결하겠다고 사와구리에게 약속하고 사건의 자료를 사진으로 촬영해서 아가사 박사의 컴퓨터에 보내라고 지시한다. 그 무렵, 사무소 밖에는 특수 수사반인 SIT가 대기하고 있으며 특수 급습부대인 SAT도 범인을 저격할 기회를 노리고 있다는 사실을 알고 저격을 유도하는 언행을 과감하게 한 세라에게 란(미란)은 희생자를 내면서까지 신이치는 사건을 해결하지 않는 인물임을 알리게 된다.                                                                                         |
| 650 | 653화 (X3-18화)   | 탐정 사무소 농성사건 (해방)         | 탐정사무소 인질사건 [해방]                 | 2012년 3월 17일  | 2015년 2월 24일 | 73권 File 9 ~ 74권 File 1 | 미츠이를 범인이라 생각하고 살해하려는 사와구리지만 코난(신이치)은 통화중인 전화로 사와구리를 멈추게 하고 미츠이가 범인이 아니라고 밝힌다. 사와구리 미쿠의 데뷔작인 「사신의 장례」의 내용을 사와구리에게 알려주는데 이 작품은 사신의 환각을 본 연쇄살인범이 자살한다는 결말로, 사와구리는 사신의 환각을 본 미쿠가 자살했다고 생각해 동요한다. 그 때를 틈타 SIT가 사무소에 돌입해 사와구리는 체포되지만, 코난(신이치)는 「사신의 장례」의 내용을 도용하여 희생자를 만들려는 사와구리의 범행을 저지하기 위해 가짜 추리를 한 것임을 밝히게 된다. (한) 미공개 X파일 3기 마지막 에피소드 |
| 651 | 1077화(대 3-13화) | 코난 vs 헤이지, 동서 탐정 추리 승부 | 코난 VS 헤이지, 동서 탐정 추리 승부 (전편) | 2012년 3월 24일  | 2023년 6월 22일 | 74권 File 5 ~ 7           | 1시간 스페셜 방영. 모리 탐정 일행에게 사건을 의뢰하러 도쿄에 온 핫토리에게 먼저 모리 탐정 사무소에 우연히 와 있던 세라가 코난이 사건을 신이치에게 알려주는 조건으로 이 사건을 통해 동쪽의 쿠도와 서쪽의 헤이지 중 어느 쪽이 명탐정인지 추리 승부를 내자고 제안하는 도중 헤이지에게 레스토랑 화장실에서 남자가 죽어 소동이 일어났으며 첫 발견자가 손님을 가게에서 나가지 하지 말라고 점원에게 지시한 것 같다는 카즈하의 연락을 받고 패밀리 레스토랑에 도착하여 첫 발견자인 캐멀 수사관을 만나 사건을 수사하는 에피소드.                                                              |
| 651 | 1078화(대 3-14화) | 코난 vs 헤이지, 동서 탐정 추리 승부 | 코난 VS 헤이지, 동서 탐정 추리 승부 (후편) | 2012년 3월 24일  | 2023년 6월 22일 | 74권 File 5 ~ 7           | 1시간 스페셜 방영. 모리 탐정 일행에게 사건을 의뢰하러 도쿄에 온 핫토리에게 먼저 모리 탐정 사무소에 우연히 와 있던 세라가 코난이 사건을 신이치에게 알려주는 조건으로 이 사건을 통해 동쪽의 쿠도와 서쪽의 헤이지 중 어느 쪽이 명탐정인지 추리 승부를 내자고 제안하는 도중 헤이지에게 레스토랑 화장실에서 남자가 죽어 소동이 일어났으며 첫 발견자가 손님을 가게에서 나가지 하지 말라고 점원에게 지시한 것 같다는 카즈하의 연락을 받고 패밀리 레스토랑에 도착하여 첫 발견자인 캐멀 수사관을 만나 사건을 수사하는 에피소드.                                                              |
| 652 | 558화             | 독과 환상의 디자인 (EYE)            | 독과 환상의 디자인 (EYE)                   | 2012년 4월 21일  | 2013년 6월 4일  | 74권 File 8 ~ 75권 File 2 | 카즈하와 헤이지가 범인의 초청을 받았다는 말에 코난 일행은 헤이지 일행과 같이 코헤이의 본가를 방문해 아내인 세리카에게서 사건이 일어났던 날의 이야기를 듣는다. 본가에는 사건이 있었던 날, 별장에 있던 아들인 이쿠로와 전무인 시이나 마사시게, 수석 디자이너인 후지나미 스미오, 비서인 사타케 요시미, 가정부인 요네하라 사쿠라코가 있었다. 사건 당일의 이야기를 듣는 카즈하 일행 앞에서 다음 사장을 노리는 이쿠로는 시이나와 후지나미가 가져온 바움쿠헨을 먹자마자 괴로워하며 쓰러지게 된다.                                                                                          |
| 653 | 559화             | 독과 환상의 디자인 (S)              | 독과 환상의 디자인 (S)                     | 2012년 4월 28일  | 2013년 6월 4일  | 74권 File 8 ~ 75권 File 2 | 요네하라는 코헤이가 남긴 다잉메시지가 S였다고 증언한다. S 다음 글자는 손으로 가려져 안 보였다고 한다. 살해당한 아들, 이쿠로를 빼고 나머지 모든 사람의 이니셜은 S였다. 그 후, 본가의 목욕탕 타일이 별장과 오사카 집의 목욕탕 타일과 같다는 것을 알게 되고, 코난과 헤이지는 그것을 보고 범인의 트릭을 간파한다. 그 무렵, 별장을 검증하던 야마토 경부 일행도 그것을 깨닫고 코헤이가 남긴 다잉메시지를 발견하지만, 뜻밖의 단어였다. |
| 마흔 두 번째 닫는곡 : Over Write |                   |                                     |                                            |                  |                 |                           | |
| 654 | 560화             | 독과 환상의 디자인 (Poison)         | 독과 환상의 디자인 (Poison)                | 2012년 5월 5일   | 2013년 6월 4일  | 74권 File 8 ~ 75권 File 2 | 코난과 헤이지는 비서인 사타케가 한 말을 힌트로 범인이 이쿠로를 독살한 트릭을 간파한다. 코난과 헤이지의 예상대로 이쿠로의 방문 손잡이에서 범인이 묻힌 것으로 보이는 가루로 된 독이 검출된다. 독은 처음부터 이쿠로의 손에 있었던 것이다. 가루 독은 손잡이 근처 바닥에도 떨어져 있었고, 코난은 범인의 슬리퍼에 가루 독이 묻어있을 거라고 생각한다. 타일 이야기를 하지 않은 사장의 아내인 세리카가 수상하다고 생각하는 코난과 헤이지. 하지만 세리카는 서재에서 독을 먹고 죽어있었다. |
| 655 | 561화             | 독과 환상의 디자인 (Illusion)       | 독과 환상의 디자인 (Illusion)              | 2012년 5월 12일  | 2013년 6월 11일 | 74권 File 8 ~ 75권 File 2 | 이쿠로가 바움쿠헨을 먹기전에 손을 씻었다는 것을 알게되고, 그의 손에 독이 묻어있었다는 추리는 틀렸다는 것을 깨닫는 코난과 헤이지. 이쿠로의 방문 손잡이에 붙어있던 독은 가짜였다. 그리고 코난과 헤이지는 쟁반에 남은 두 개의 바움쿠헨에서 독이 묻어있는 조각을 이쿠로가 선택하도록 한 범인의 교묘한 트릭을 간파한다. 그들은 범인이 누구인지, 그리고 세리카를 살해한 트릭도 알아내지만, 증거를 찾아내지 못하고 있는 상황을 맞이하게 된다. 결국 용의자들이 음료수를 마시는 모습을 보고, 착시를 이용해 살인을 저지른 진범을 잡을 방법을 알아내게 된다.                                   |
| 656 | 562화             | 박사님의 동영상 사이트 (전편)       | 박사님의 위험한 동영상 사이트 (전편)       | 2012년 5월 19일  | 2013년 6월 11일 | 74권 File 2 ~ 4           | 코난은 겐타, 아유미, 미츠히코, 하이바라와 함께 아가사 박사님의 집에서 카레를 만든다. 그러다 박사님이 몇 년 전에 낡은 양탄자와 같이 구입한 항아리 이야기가 나온다. 박사님은 항아리의 가치가 궁금해서 동영상 사이트에 감정을 원한다는 영상을 올려두었다. 그 후, 코난 일행이 물건을 사러 간 동안에 집에 있던 박사님이 누군가에게 습격당하고 아유미가 유괴당하는 사건이 발생한다. 그러던 중, 아유미 휴대폰에 고양이를 찾으라고 범인이 보낸 문자가 도착한 것을 발견한다. |
| 657 | 563화             | 박사님의 동영상 사이트 (후편)       | 박사님의 위험한 동영상 사이트 (후편)       | 2012년 5월 26일  | 2013년 6월 11일 | 74권 File 2 ~ 4           | 코난은 항아리 동영상을 보고 박사님 댁에 찾아온 젊은 자매와 중년 부부, 그리고 아버지와 아들 세 쌍 중에 범인이 있을거라 생각한다. 박사님은 좀 있어 보이려고 양탄자 위에 항아리를 두고 감정을 부탁했었다. 이상하게도 고양이 이야기를 한 사람은 없었는데, 코난은 범인이 찾던 고양이와 동영상 사이트에 올라온 키사키 에리의 고양이가 놀랄만큼 닮았다고 생각한다. 그리고 아유미가 납치당해서 겪은 일을 들은 코난은 범인의 진짜 목적이 다름 아닌 양탄자에 있음을 밝혀낸다. |
| 658 | 564화             | 쇼콜라의 뜨거운 함정                | 쵸콜릿의 뜨거운 함정                       | 2012년 6월 2일   | 2013년 6월 11일 | 오리지널 ep 195           | 코난과 란, 소노코는 세계 대회에서 우승한 쇼콜라티에인 츠지모토의 가게 오픈 행사에 초대받는다. 가게가 오픈한 다음 날에 츠지모토와 매장 책임자인 마유코의 약혼을 발표할 거라고 한다. 그러나 행사 중에 식탁보에 불이 옮겨붙는 바람에 츠지모토는 온 몸이 불길에 휩싸여 사망한다. 유미나가 경부는 불행한 사고라고 하지만, 코난은 매장 안의 이상한 점을 깨닫고 사고로 위장해 츠지모토를 살해한 범인의 교묘한 과학적 트릭을 간파한다. |
| 659 | 565화             | 첫 사랑의 공동 수사 (전편)          | 첫 사랑의 공동 수사 (전편)                 | 2012년 6월 9일   | 2013년 6월 18일 | 75권 File 6 ~ 8           | 코난 일행은 영화를 보고 돌아오는 길에 차량털이를 당한 차를 발견한다. 차 내부 천장에는 붉은 스프레이로 「죽어」라고 써져있었는데, 그 차는 알고보니 치바 형사의 자동차였다. 교통과의 유미는 같은 수법을 쓴 차량털이는 3건이나 있었고, 치바는 4번째 피해자라고 한다. 그 후, 백화점 주차장에서 추돌사고가 일어나고 동시에 차량털이를 당한 차도 발견된다. 차량털이 용의자는 주차장에 있던 메이와, 시게이, 후쿠치의 세 명으로 좁혀지게 된다. |
| 660 | 566화             | 첫 사랑의 공동 수사 (후편)          | 첫 사랑의 공동 수사 (후편)                 | 2012년 6월 16일  | 2013년 6월 18일 | 75권 File 6 ~ 8           | 차량 털이 용의자는 메이와, 시게이, 후쿠치 3명으로 좁혀진다. 코난은 피해자의 자동차를 여러 방향에서 찍은 사진을 확인한다. 그리고 무언가를 눈치 챈 코난은 유미에게 최근 이 근처에서 어린이 교통사고가 없었는지 묻는다. 코난의 추리대로 지난 달에 고등학교 선생님이 승합차로 사고를 냈었다고 한다. 유미에게서 자세한 이야기를 들은 코난은 차량털이가 노리는 차의 특징을 알게 되고, 용의자 3명 중에서 누가 범인인지 간파하고 함정을 파게 된다.-(한) 11기 마지막 에피소드 |
| 대한민국 12기 : TRY AGAIN (일본판 서른다섯 번째 여는곡 : <TRY AGAIN>) 2014년 3월 31일 ~ 2014년 5월 20일 투니버스 (월,화 19:00~20:00; 661화~709화 중 17화 미방영)                 |                   |                                     |                                            |                  |                 |                           | |
| 661 | 600화             | 코고로 씨는 좋은 사람 (전편)        | 유명한 탐정은 좋은 사람 (전편)             | 2012년 6월 23일  | 2014년 4월 21일 | 75권 File 3 ~ 5           | 코난과 란은 코고로를 안다는 연립주택 주인인 키리타니와 우연히 만난다. 그 후, 코고로가 올 듯 해서 코난과 란은 키리타니의 집에 간다. 하지만 그곳에 나타난 것은 코고로 행세를 하는 대학생인 온다였다. 온다는 애인인 키리타니의 손녀에게 코고로 행세를 해달라는 부탁을 받았다고 이야기한다. 그런데 키리타니와 있었던 코난 일행은 키리타니가 주인인 옆의 연립주택에서 살던 덴카와의 사체가 발견된다. 코난은 사체를 발견한 주민인 반나이, 이시가메, 효우도 중에 범인이 있다고 생각하게 된다. (한) '의뢰인의 메시지' 다음 편으로 방영되었다.                                               |
| 662 | 601화             | 코고로 씨는 좋은 사람 (후편)        | 유명한 탐정은 좋은 사람 (후편)             | 2012년 6월 30일  | 2014년 4월 22일 | 75권 File 3 ~ 5           | 코난은 반나이, 이시가메, 효우도 중에 범인이 있을거라 확신한다. 그러던 중에 키리타니의 휴대전화에 손녀딸이 보낸 문자로 도착한 것으로 인해 온다가 털어놓은 이야기가 거짓말임을 알게 된다. 코난은 채널이 재핑될 때의 상황을 연립주택의 주인인 키리타니에게서 듣고 덴카와를 살해한 범인의 트릭을 간파한다. 한편 반나이와 두 명은 온다가 가짜 코고로라는 사실을 눈치채고는 추리를 해보라고 강요한다. 결국 온다는 진짜 코고로에게서 사건의 진상을 들었다는 코난의 지시에 따라 추리를 시작하게 된다.                                                                                       |
| 663 | 1079화(대 3-15화) | 사슴벌레를 잡아라                   | 사슴벌레를 쫓아라                          | 2012년 7월 7일   | 2023년 6월 23일 | 오리지널 ep 196           | 코난 일행은 투구벌레를 잡기 위해 아가사 박사의 오랜 친구인 료타로가 사는 고신 지방에 간다. 밤이 되어 코난 일행이 곤충을 채집하는 동안 집에 있던 료타로는 누군가에게 습격당하고 료타로가 역에서 자랑하던 가마쿠라 시대 불상을 도둑맞는다. 료타로가 의식을 잃기 전에 남긴 「미야마사슴벌레(미야마쿠와가타)」라는 힌트를 보고 이케다와 케이가 용의자로 떠오르지만 코난은 다른 사람이 범인이라고 판단한다. |
| 664 | 1080화(대 3-16화) | 명견 쿨의 공훈 2                    | 명견 쿨의 공훈 2                           | 2012년 7월 14일  | 2023년 6월 23일 | 오리지널 ep 197           | 코난 일행은 도서관에 가다가 미츠히코가 누군가 직접 그린 지도를 줍는다. 지도에는 4채의 집이 그려져 있고 각각의 집 안에는 후지키, 카츠키, 오가, 에구치라는 성이 적혀져 있었다. 마지막으로 카츠키家를 방문하고서 어젯밤에 카츠키 에이타로가 지하 횡단보도를 건너다 사망했다는 사실을 알게 된다. 에이타로의 시신을 발견한 것은 명견인 쿨이며 이후 누군가가 지도를 훔쳐가고 코난은 방문했던 3집 중에 범인이 있을거라고 주시한다. |
| 665 | 1082화(대 3-17화) | 의혹의 이니셜 K                     | 의혹의 이니셜 K                            | 2012년 7월 21일  | 2023년 6월 29일 | 오리지널 ep 198           | 코고로와 함께 있던 코난과 란은 근처 주민과 서서 이야기를 하던 타테노 스미오 순경과 우연히 마주친다. 그 때 근처 집에서 코쿠부 키와코가 나오는데 코난은 키와코의 손에 피가 묻어있는 것을 보게 된다. 키와코가 나온 집에는 오오오카 젠키치가 살해당해 있고 현장에는 피로 K라는 다잉 메시지가 쓰여 있었으며 설탕이 엎어져 있었다. 그리고 코가네 카츠토시가 키와코가 오기 전에 오오오카의 집에 왔었다는 것을 알게 된다. 키와코와 코가네는 오오오카에게서 공갈 협박을 당하고 있었고 두 사람 다 이니셜이 K였다.                                                                             |
| 666 | 587화             | 비 내리는 밤의 협박자               | 비 내리는 밤의 협박자                      | 2012년 7월 28일  | 2014년 3월 31일 | 오리지널 ep 199           | 카페에서 자주 만나는 미오가 생명의 위협을 느낀다며 상담을 받은 치바 형사는 정말로 미오의 생명이 위험하다고 느끼고 코난 일행과 함께 미오의 집을 찾는다. 피해자는 3일 전에 교통형무소를 출소한 카라시마였는데 사건의 자세한 내용을 들은 메구레 경부는 정당 방위일 가능성이 높다고 생각하지만 코난은 사건 현장을 살펴보고 정당 방위가 아님을 알게 된다. (한)11기 마지막 에피소드인 '첫 사랑의 공동 수사 (후편)' 이후 다음 편. 명탐정 코난 12기 시작. |
| 서른 네 번째 여는곡 : 그대의 눈물에 이렇게 사랑하고 있어 |                   |                                     |                                            |                  |                 |                           | |
| 마흔 세 번째 닫는곡 : 사랑에 사랑해서 |                   |                                     |                                            |                  |                 |                           | |
| 667 | 588화             | 웨딩 이브 (전편)                    | 웨딩 이브 (전편)                           | 2012년 9월 1일   | 2014년 3월 31일 | 75권 File. 9~11           | 웨딩 이브를 맞은 예비 부부인 라이타 밤바와 카몬 하츠네를 축하해주기 위해 파티에 참석한 코고로 일행. 파티 도중에 네일 살롱으로 나간 하츠네의 전화를 받은 라이타는 갑자기 잘 있으라는 하츠네의 목소리를 듣고 비오는 가운데 주차되어 있던 자동차의 폭발 장면을 보게 된다. 경찰이 방문, 자동차 안에 있던 하츠네의 주검을 조사한다. 목격자의 진술로 미루어 정황 상 신부의 자살로 추정되지만 인조 손톱에 남아있던 피부의 유전자가 신랑인 라이타의와 유사한 것으로 나타나 라이타가 용의자가 된다. 아무로 토오루(안기준) 첫 등장.                                                           |
| 668 | 589화             | 웨딩 이브 (후편)                    | 웨딩 이브 (후편)                           | 2012년 9월 8일   | 2014년 4월 1일  | 75권 File. 9~11           | 사설탐정에 의해 신랑인 밤바가 신부인 하츠네를 죽이고 범죄 사실을 은폐했을 것이라는 추리가 나온 와중에 과거 하츠네가 자신과 밤바의 이야기를 듣고 표정이 굳어졌다는 사실이 드러난다. 어렸을 적 호텔 화재 사고에서 양측 다 부모를 잃고 본인만 목숨을 건져 동일한 교회에 맡겨진 과거를 듣고 코난은 슬픈 진실을 직감한다. 나중에 웨딩 이브에 화염 속에 다시 들어갈 운명을 맞이한 하츠네가 원래 자신의 동생이었으며 결국 자살을 감행했다는 추리를 들은 밤바는 하염없이 눈물을 흘리게 된다.                                                                                                |
| 669 | 590화             | 어두운 탑의 비보 (전편)             | 암흑탑의 보물 (전편)                       | 2012년 9월 15일  | 2014년 4월 1일  | 오리지널 ep 200           | 하이바라와 탐정단 일행은 모리 란에게 찾아온 나나미 선배의 집에 비보가 숨겨져 있다는 소식을 듣게 된다. 한편 비보가 숨겨져 있으리라 짐작되는 탑에는 출입구도 환기창도 없다는 것을 알게 된다. 하지만 나나미 선배의 엄마의 비명을 듣고 찾아간 탑에서는 여주인 미사코가 탑에 추락한 듯한 자세로 숨진채 발견된다. 함께 현장에 모여든 나나미 선배의 가족들은 순간 출입구나 환기창이 없는 탑에서 추락사한 듯한 여주인 미사코의 상태를 보고 당황하게 된다. |
| 670 | 591화             | 어두운 탑의 비보 (후편)             | 암흑탑의 보물 (후편)                       | 2012년 9월 22일  | 2014년 4월 7일  | 오리지널 ep 200           | 하이바라가 화장실에서 사라진 것을 계기로 비밀 통로가 있을 것이라고 직감한 코난 일행은 친구를 구하기 위해서라도 탐험을 강행한다. 한편 탐험을 진행하면서 탐정단 일행은 지하도에서 길을 잃고 해메게 된다. 하지만 코난은 다른 탐정단 멤버들을 구출하기 위해서 비밀 통로인 지하도를 순회한다. 한동안 지하도를 돌아다닌 코난은 이윽고 어두운 탑의 비보가 무엇이며 사건의 진실을 깨닫게 되고 어두운 탑에 감춰진 비보를 둘러싼 비밀에 대하여 밝혀내게 된다. |
| 671 | 1083화(대 3-18화) | 탐정들의 야상곡 (사건)              | 탐정들의 야상곡 (사건)                     | 2012년 10월 6일  | 2023년 6월 29일 | 76권 File 1~5             | 케시츠카 케이는 얼마 전에 사망한 오빠의 유품에서 열쇠를 찾아내고 그 열쇠에 맞는 동전 사물함을 찾아달라고 코고로에게 의뢰한다. 약속한 날, 코고로는 케이를 가장한 남자에게서 문자를 받고 외출한 사이 남자는 사무소 직원인 척 하고 케이를 만나 그녀를 꽁꽁 묶은 후에 열쇠에 대해 캐물었다고 한다. 코고로 일행이 사무소로 돌아오자 남자는 초조해하며 자살하고 코난은 케이의 증언을 듣고서 거짓말이라는 것을 알아챈다. |
| 672 | 1084화(대 3-19화) | 탐정들의 야상곡 (유괴)              | 탐정들의 야상곡 (유괴)                     | 2012년 10월 13일 | 2023년 6월 30일 | 76권 File 1~5             | 화장실에 들르려고 케이의 방에 들른 코난 일행. 방에 도착하자마자 아무로는 방에 도청기가 설치되어 있다는 것을 눈치채고 도청기를 찾아내기로 한다. 그 사이 코난은 물건을 사러 간다는 케이를 따라 그녀의 차 뒷자리에 타게 되고 코고로는 방에서 남자의 사체를 찾아내게 된다. 그로 인해 아무로는 케이가 들키는 것이 두려워 도망쳤다고 추리하는데 그 무렵, 코난은 케이가 준 주스를 마시고 잠이 들게 된다. |
| 673 | 1085화(대 3-20화) | 탐정들의 야상곡 (추리)              | 탐정들의 야상곡 (추리)                     | 2012년 10월 20일 | 2023년 6월 30일 | 76권 File 1~5             | 케이의 본명은 우라카와 세리나였으며 은행 강도에게 살해당한 켄야의 여동생이 아닌 같은 은행에 근무하던 직원이었다. 세리나는 강도 3명에게 복수하기 위해 계획을 세웠으며 탐정사무소 화장실에서 발견된 진짜 케이는 은행 강도들 중 한 명이었다. 코난은 세리나가 자살로 가장하고 케이를 살해했다고 추리하는데 케이의 멘션에서 사체로 발견된 몸집이 작은 남자도 강도였다. 마지막 강도를 찾아내려고 3명의 여성에게 접근하는 코난은 세리나와 그 세 명의 집을 방문하기로 한다. |
| 674 | 1087화(대 3-21화) | 탐정들의 야상곡 (버번)              | 탐정들의 야상곡 (버번)                     | 2012년 10월 27일 | 2023년 7월 6일  | 76권 File 1~5             | 개별적으로 3명의 집에 방문한 코난은 누가 홀쭉한 강도인지 알아냈지만 알려줄 수는 없다고 세리나에게 말한다. 코난은 세리나가 강도를 살해하고 자살할거라고 생각하고 있었기 때문이다. 한편 아가사와 하이바라, 스바루는 코난을 구출하러 출발하고 아무로는 코고로와 란과 함께, 그리고 세라도 각각 강도의 집으로 가고 있었다. 결국 코난은 자수하겠다고 약속한 세리나에게 누가 강도인지 알려주지만 코난의 이야기를 몰래 엿들은 권총 강도 일행 중 한 명이 현장을 습격하게 된다. |
| 675 | 592화             | 1mm도 용서하지 않는다 (전편)        | 결코 용서 할 수 없어 (전편)                | 2012년 11월 10일 | 2014년 4월 7일  | 76권 File 6~8             | 캠핑장에서 알게 된 인연으로 코난 일행은 초대된 곳으로 가게 된다. 바람기 있는 타쿠시와 질투심 많은 스미카는 코난 일행 앞에서 화려한 부부싸움을 시작하고, 타쿠시와 스미카는 사라진 휴대폰을 찾으러 거실로 간다. 그 후, 안뜰에서 휴대폰을 찾아낸 아유미가 거실을 들여다보니 스미카가 타쿠시에게 칼을 휘두르고 있었다. 큰일이 난 것을 알게 된 코난 일행이 거실로 달려가자 가슴에 칼이 꽂힌 스미카가 쓰러져 피를 흘린 채 발견된다. |
| 676 | 593화             | 1mm도 용서하지 않는다 (후편)        | 결코 용서 할 수 없어 (후편)                | 2012년 11월 17일 | 2014년 4월 8일  | 76권 File 6~8             | 휴대폰을 발견하고 타쿠시와 스미카 부부에게 전해주러 가는 아유미를 우연히 동영상으로 찍고 있던 하이바라. 코난은 그 동영상을 보고 스미카의 휴대폰에 음성메시지가 남아있는 것을 발견한다. 음성메시지에는 스미카가 타쿠시를 위협하던 순간의 목소리가 남아있었다. 코난은 음성메시지 마지막에 「멈췄어?」하고 익살맞게 말하는 것을 듣고서 예상치 못한 사고의 진상에 도달하는데 갑자기 스미카의 퇴원 소식을 들은 타쿠시가 사라져 버린다. |
| 677 | 594화             | 발자국이 없는 모래사장              | 발자국 없는 모래사장                       | 2012년 11월 24일 | 2014년 4월 8일  | 오리지널 ep 201           | 이마오카 나기사의 권유로 오오하마 해변을 방문하게 된 코고로 일행은 험한 날씨에 바다에 나가고자 하는 나기사와 그런 아내를 말리려는 카이시로의 언쟁을 보게 된다. 이후 아내가 사라졌다며 카이시로가 코고로 일행의 숙소를 방문하게 되나 나중에 카이시로가 아내의 행방을 문자로 알려온다. 이튿날, 해변가를 걷던 코고로 일행은 나기사의 시체를 보고 파도치는 바다에서 서핑을 하다가 사고로 목숨을 잃었다고 판단하지만 코난은 35세 연상의 남편 카이시로를 범인으로 판단하는데... |
| 678 | 1088화(대 3-22화) | 나가사키 미스테리 극장 (막말편)     | 나가사키 미스터리 극장 (막말 편)           | 2012년 12월 1일  | 2023년 7월 6일  | 오리지널 ep 202           | 나가사키에 여행을 온 코고로와 코난, 그리고 란. 그곳에서는 탐정인 사카모토 료마가 살인 사건에 도전하는 드라마를 촬영하고 있었다. 하지만 각본은 미완성인 상태였고 범인을 모르는 채 촬영을 시작했다고 한다. 극본가인 타츠미 코우사쿠는 호텔에서 실종되었고 다음 날에 이어지는 각본을 스탭에게 보냈다. 코난은 각본에 있는 암시적 대사가 타츠미의 메시지라고 생각하고 실종된 이유와 관련이 있을 것이라 추리한다. 그 후 제작진 중 1명이 얻어맞는 사건이 발생해서 촬영 현장은 긴장감에 휩싸이는데...                                                                                       |
| 679 | 1089화(대 3-23화) | 나가사키 미스테리 극장 (현대편)     | 나가사키 미스터리 극장 (현대 편)           | 2012년 12월 8일  | 2023년 7월 7일  | 오리지널 ep 202           | 코난은 나비부인 역할을 오페라 가수인 미우라 타마키씨와 키와 테이코씨가 맡았다는 것을 알고 란의 역할인 미우라네 오테이와 무언가 관련이 있을거라 확신한다. 란의 무죄가 증명되고 나자 경찰은 이 부근에서 목격되었다는 타츠미 코사쿠를 범인으로 의심하고 코난은 드라마의 '九'라는 다잉 메시지가 현실의 범인과 연결되는 힌트라고 짐작한다. 그러던 중에 사자나미 쵸지로가 전망대 근처에서 타츠미에게 맞는 사건이 발생한다. 다음 날 코난은 촬영장면을 발판으로 삼아서 진실에 가까워지는데...                                                                                               |
| 680 | 595화             | 선인장 광소곡                       | 선인장 랩소디                              | 2012년 12월 15일 | 2014년 4월 14일 | 오리지널 ep 203           | 소노코의 숙부인 스나다 젠조의 온실을 방문하게 된 코난과 란 일행은 온실에 있는 금장 선인장을 보는데 장남인 야스유키와 차남인 나오키가 나타난다. 프로 골퍼인 야스유키와 수입차 딜러인 나오키는 아들들에게 유산을 주지 않기로 유언장을 고쳐 쓴 젠조와 마찰을 빚는다. 그 후 코난 일행이 거실에서 가정부인 야츠시로 미사와 이야기하고 있는데 온실 방범벨이 울린다. 코난 일행이 온실 앞으로 가니 그곳에는 유언장을 손에 들고 있는 야스유키가 있었고 온실 안에는 젠조가 쓰러져 있는데...                                                                                                   |

## 목록 (2013) / 681화~723화
| 681 | 1090화(대 3-24화) | 목숨을 건 연애 중계 (중계 개시)          | 목숨을 건 연애 중계 (중계 개시)        | 2013년 1월 5일   | 2023년 7월 7일  | 76권 File 9 ~ 77권 File 2 | 어떤 사람에게 보고할 일이 있어서 숙박할 예정으로 외출한 다카기 형사. 다음 날, 미츠히코와 아이들은 어느 노인에게서 다카기가 보내는 선물이라는 소포를 사토 형사에게 전해줬으면 한다고 부탁받는다. 그 안에는 태블릿 단말기가 있었고 사토가 전원을 켜자 입에 테이프가 붙은 채 목에는 로프가 묶여있는 다카기가 비친다. 지상에서 몇 미터 위에 있는 판에 묶인 다카기는 누워 있어 몸을 뒤척이면 아래로 떨어지며 목이 매달리는 위험한 상황에 있자 경시청이 술렁이게 된다.                                                                |
| 682 | 1091화(대 3-25화) | 목숨을 건 연애 중계 (절체절명)           | 목숨을 건 연애 중계 (절체절명)         | 2013년 1월 12일  | 2023년 7월 13일 | 76권 File 9 ~ 77권 File 2 | 미츠히코는 후에모토의 이상한 말투를 떠올리고 사토에게 이야기한다. 노인이 '늦어도 내일, 모레에는'이라고 말했지만, 원래 '내일, 늦어도 모레에는'이 맞는 표현이다. 코난은 노인의 말투가 홋카이도의 방언이라는 것을 눈치채고, 자살한 3명 중 1명인 홋카이도 출신 영어 강사인 나탈리 쿠루마와 관련된 사람이 다카기를 납치했다고 판단한다. 그리고 마츠모토 관리관은 나탈리의 시신을 인계받은 같은 영어 회화 교실의 상사인 후에모토 류사쿠를 피의자로 단정짓게 된다.                                                                     |
| 683 | 1092화(대 3-26화) | 목숨을 건 연애 중계 (현장 돌입)          | 목숨을 건 연애 중계 (현장 돌입)        | 2013년 1월 19일  | 2023년 7월 13일 | 76권 File 9 ~ 77권 File 2 | 다카기의 바로 아래에 있는 판 뒤에 설치되어 있는 시한폭탄을 보고 메구레는 나탈리가 자살한지 딱 1년이 되는 내일 오전 10시로 폭파 타이머가 설정되어 있을거라고 추리한다. 코난 일행은 영상을 보고 다카기가 있는 곳이 홋카이도라고 판단해 메구레와 사토는 헬기를 타고 홋카이도로 간다. 하지만 영상에 의지해 재건축 현장을 살펴봐도 다카기를 찾아낼 수가 없었다. 다음 날, 폭파 시간이 점점 다가오는 가운데 코난은 범인이 장소를 특정할 수 없게 한 트릭을 간파한다.                                                                    |
| 684 | 1093화(대 3-27화) | 거품과 김과 연기 (전편)                  | 거품과 김과 연기 (전편)                | 2013년 1월 26일  | 2023년 7월 14일 | 77권 File 3 ~ File 5      | 코난과 하이바라, 스바루, 다카기 형사는 출판사 사장이자 예능 가십 잡지 편집장인 카츠모토가 맨션에서 떨어진 현장에서 만난다. 카츠모토는 떨어지기 전에 「날 죽일 수 있다면 죽여봐라. 방문 열어놓고 기다리겠다. 도리어 당하게 해주겠다」라는 메일을 카메라맨인 오기노와 편집자인 카오리, 작가인 소데사키에게 일괄 전송했다고 한다. 그 세 명은 카츠모토를 원망하고 있었고 사건 현장 근처에 있어 밀어죽일 가능성이 높았지만 그 세 명은 방에 있었다는 알리바이가 있었다.                                                               |
| 685 | 1094화(대 3-28화) | 거품과 김과 연기 (후편)                  | 거품과 김과 연기 (후편)                | 2013년 2월 2일   | 2023년 7월 14일 | 77권 File 3 ~ File 5      | 메구레 경부는 코난이 재촉한 거품과 김과 연기 실험을 실시하고 카오리의 커피의 김은 8분 정도, 오기노의 맥주 거품은 6분 전후, 소데사키의 담배 연기는 9분 이내로 사라진다는 결과를 얻는다. 이 실험에 의해 세 명에게 10분 이상 걸리는 범행은 불가능하다는 것이 판명된다. 하지만 코난은 세 명이 방을 나왔을 때의 이야기를 듣고 무언가를 깨닫고 코난은 코고로가 가난했던 학생 시절에 한 일을 떠올리고 누가 범인인지 간파한다. 코난은 다시 실험을 해 범인을 궁지에 몰아넣는다.                                                          |
| 686 | 596화             | 시한폭탄을 실은 차량                     | 시한폭탄을 실은 차량                   | 2013년 2월 9일   | 2014년 4월 14일 | 오리지널 ep 204           | 운송 차량을 훔친 범인을 따라 강아지가 사라지고 범인이 훔친 운송 차량에 시한폭탄이 적재되어 있다는 것을 알게 된 소년 탐정단은 강아지와 차량 탈취범을 무사히 구하기 위해 고분분투하지만 오히려 차량 탈취범이 사실을 믿지 않게 된다. 언제 터질지 모르는 폭탄을 적재하고 있는 운송 차량을 차량 탈취범인 운전하고 있는 가운데 탐정단은 탈취범을 유도해 사건을 해결하고 강아지를 구출하며 공적을 쌓게 된다. |
| 마흔 네 번째 닫는곡 : 눈동자의 멜로디 |                   |                                          |                                        |                  |                 |                           | |
| 687 | 597화             | 누구도 풀 수 없는 얼음의 함정            | 누구도 녹일 수 없는 얼음의 함정        | 2013년 2월 16일  | 2014년 4월 15일 | 오리지널 ep 205           | 지난해 타계한 촌장을 뒤이어 지역 축제를 준비하는 미카의 초대를 받은 아가사 박사 일행 앞에서 전 촌장을 언짢게 생각하는 현 촌장의 언동을 을은 다음 날 현 촌장이 얼음 호텔에서 자다가 참변을 당한 것을 코난이 발견하게 된다. 비서인 오기가 촌장 살해범으로 몰리는 가운데 얼음 조각가인 시오타의 소매에 묻은 가루와 얼음 호텔 주변의 미끄러움을 보고 코난은 누가 범인이며 어떤 트릭을 썼는지 깨닫게 된다. |
| 688 | 598화             | 다카기 형사, 3천만엔 줍다                | 신형사, 3억원을 줍다                   | 2013년 2월 23일  | 2014년 4월 15일 | 오리지널 ep 206           | 히라누마가 떨어트린 가방을 사사누마가 주울 뻔한 것을 다카기 형사가 대신 주운 사건을 들은 코난은 다카기 형사에게 히라누마가 어떤 이유로 인해 아침에 조깅 중이던 사사누마에게 떨어트린 물건을 줍게 유도한 것일지도 모른다고 의견을 제시한다. 그리고 다카기 형사의 조사로 당사자 간에 접점이 있는 게 밝혀지고 히라누마가 보험금을 수령한 시기와 사사누마가 성묘간 시점을 근거로 사건의 진상을 밝히게 된다. |
| 689 | 599화             | 의뢰인으로부터의 메시지                  | 의뢰인의 메시지                        | 2013년 3월 2일   | 2014년 4월 21일 | 오리지널 ep 207           | 석 달 전 계단에서 추락사한 카오루를 살해한 범인을 알려주겠다던 히카루의 말을 듣고 방문한 작업실에서 히카루의 시체를 발견한 코고로 일행은 카오루의 오빠인 타카시, 히카루의 매니저인 마리코, 카오루의 발레리노 친구인 카즈미 중에 범인이 있음을 직감한다. 코난은 작업실 상태와 작업실 주변 상황을 따져 범인이 누구이며 예술가인 히카루가 어째서 카오루의 살해범을 석 달 후에 밝혀야 했는지 깨닫게 된다. |
| 690 | 1096화(대 3-29화) | 쿠도 유사쿠의 미해결 사건 (전편)         | 쿠도 유사쿠의 미해결 사건 (전편)       | 2013년 3월 9일   | 2023년 7월 20일 | 77권 File 6 ~ 8           | 골목 뒷길에서 입에서 피를 흘린 채 숨이 꾾어져 있는 타카이치를 발견하게 된 코난과 세라 일행. 세라는 지면에 적힌 「죽을 사［死］」자를 보고 괴이한 살인사건이라 단정짓지만 경찰인 메구레 경부가 훓어본 현장은 경찰의 조사에 협력한 쿠도 유사쿠가 유일하게 내던졌던 10년 전의 사건의 현장과 유사했다. 코난은 세라 일행과 함께 10년 전 사건 현장의 사진을 확인한다. 유사쿠는 「죽을 사［死］」라는 글자를 남긴 범인은 더 이상 나타나진 않을 것이라고 단정했지만...                                                                  |
| 691 | 1097화(대 3-30화) | 쿠도 유사쿠의 미해결 사건 (후편)         | 쿠도 유사쿠의 미해결 사건 (후편)       | 2013년 3월 16일  | 2023년 7월 20일 | 77권 File 6 ~ 8           | 세라는 신이치에게 전화해서 추리를 들어보자고 제안하고 코난은 허둥대며 화장실로 달려간다. 스바루는 란에게 어떤 말을 전하고 세라의 제안에 따라 전화를 건 란의 전화를 신이치로써 받은 코난은 사건 현장 상황과 함께 스바루에게 부탁받은 전언을 전해듣고 그 한 마디를 힌트로 삼아 사건의 진상을 파악한다. 이후 코난의 제안에 따라 사건 현장을 다시 방문한 세라 일행에게 코난은 신이치에게 사건을 들었다며 이번 사건과 10년 전 사건의 진상을 이야기하기 시작하는데...                                                                 |
| 692 | 602화             | 스미다강 밤벚꽃 루트 (전편)              | 수정강 밤 벚꽃 루트 (전편)             | 2013년 3월 23일  | 2014년 4월 22일 | 오리지널 ep 208           | 미국 국적 차량을 취급하는 회사의 사원이 습격당하는 사건이 연달아 발생하고 범인은 사장인 이시다에게 2400만엔을 요구하며 현금을 건네줄 인물로 모리 탐정을 지명한다. 모리 탐정은 범인의 지시에 따라 현금이 든 서류 케이스를 가지고 벚꽃놀이 크루즈선에 탑승, 코난이 스케이트 보드를 타고 배의 행방을 추격하는 동안 범인은 케이스를 배의 지붕 위에다 올려놓으라고 모리 탐정에게 지시한다. 이후 코난이 배의 행방을 잠시 놓쳐버린 사이 서류 케이스가 사라지는데... (한) '유명한 탐정은 좋은 사람' 다음 편으로 방영되었다.             |
| 693 | 603화             | 스미다강 밤벚꽃 루트 (후편)              | 수정강 밤 벚꽃 루트 (후편)             | 2013년 3월 30일  | 2014년 4월 28일 | 오리지널 ep 208           | 이윽고 코난과 란은 니시자와의 아파트를 방문해 욕조에서 익사한 니시자와를 발견하는데 컴퓨터에서 유서가 발견되자 메구레 경부는 자살의 가능성이 높다고 판단한다. 하지만 빼앗긴 현금이 발견되지 않아 모리 탐정은 사건을 계속 수사를 진행하고 니시자와 주변인물인 부하 다나카와 상사 이시다에게 니시자와 살해 동기가 있음을 발견, 코난은 어사의 협력을 받아 범인의 도주 경로를 추리한다. 이후 코난이 모리 탐정의 자료를 훓어보고 마침내 사건의 진상에 도달하는데...                                                                  |
| 694 | 1098화(대 3-31화) | 사라진 전통 화과자                       | 사라진 전통 화과자                     | 2013년 4월 20일  | 2023년 7월 21일 | 오리지널 ep 209           | 이지스 함 승선을 위해 교토를 방문한 소년 탐정단의 보호자로서 따라온 코고로와 소노코. 란의 제안에 따라 화과자점을 방문한 탐정단 일행은 초코맛 화과자가 5개의 화과자점에서 사라진 사건과 조우. 탐문 과정에서 분홍색 자동차를 운전한 분홍색 드레스의 여성이 용의자로 떠오르지만 코난이 생각하기엔 선대 사장에 일어난 사건에는 모두가 모르는 다른 내막이 숨겨져 있다는 예감을 직면하게 되는데... 마지막엔 극장판 17기 절해의 탐정 편이 언급 된다.                                                                                   |
| 695 | 605화             | 포도밭의 장미꽃                          | 포도밭의 장미꽃                        | 2013년 4월 27일  | 2014년 4월 29일 | 오리지널 ep 210           | 유리카의 초대의 따라 야마나시 현을 방문한 코고로 모녀와 코난 일행. 유리카의 포도원을 방문해보니 레스토랑 경영자인 야마구치가 계약을 기다리는 가운데 포도원 주인이자 농학자로 와인 납품 계약을 꺼린 켄고가 실종. 행방을 수색하던 중 목이 졸린 채 발견된 켄고를 죽인 범인으로 공동경영자인 미즈마치가 지목되지만 사건 현장을 감식한 코난은 진짜 범인이 다른 인물이라는 사실을 알게 되는데... (한) '미확인 충격 사건' 다음 편으로 방영되었다                                                                                       |
| 서른 여섯 번째 여는곡 : Q&A |                   |                                          |                                        |                  |                 |                           | |
| 696 | 606화             | 화단 털이의 음모                         | 망가진 화단의 음모                     | 2013년 5월 4일   | 2014년 4월 29일 | 오리지널 ep 211           | 소년 탐정단의 의뢰로 화단이 털려 난장판이 된 사건 현장을 방문하게 된 모리 부녀. 지역 센터의 소장인 야마자키는 화단털이범으로 오쿠다를 의심하는 가운데 직원인 오카무라가 코고로를 친가가 운영하는 찻집으로 초대해 접대하는 동안 탐정단이 현장 잠복을 요청. 현장인 지역 센터에 도착한 코고로와 탐정단이 발견한 살인 사건의 용의자로 오쿠다가 의심되는 가운데 코난은 진상을 파악하게 되는데... |
| 697 | 607화             | 여학원의 창문                            | 여학교의 창문                          | 2013년 5월 11일  | 2014년 5월 5일  | 오리지널 ep 212           | 고등학교와 대학교가 동시에 운영되고 있는 세이비 학원의 대학생인 언니 나기사(권나미)의 자살을 직접 목격한 미사키(권나래)가 소노코(정보라)를 통해서 코고로(유명한)에게 의뢰. 용의자는 세이비 학원의 재무담당인 시바사키(안동일)와 연극담당인 코다마(채은미), 그런데 한때 코다마(채은미)와 시바사키(안동일)는 대학교 동기로 교제하다 헤어진 경험이 있었는데... |
| 698 | 608화             | 설마! UFO 추락 사건                      | 설마! UFO? 추락 사건                   | 2013년 5월 18일  | 2014년 5월 5일  | 오리지널 ep 213           | 오누마의 창고에서 사라졌던 UFO에 압사당한 채 발견된 이와부치를 조사하다 만넨 사다오가 오쿠라 킨지가 숨겨놓은 재보를 찾으러 오누마의 연구실에 침입한 사실이 드러나고 오누마의 연구실에서 족자를 발견. 한편 오쿠라 킨지는 족자를 팔러 오누마의 창고에 오지 않고 오누마를 사무실로 불렀다는데... |
| 699 | 609화             | 하이바라의 비밀에 다가오는 그림자 (전편) | 홍장미의 비밀에 다가오는 그림자 (전편) | 2013년 6월 8일   | 2014년 5월 6일  | 77권 File 9 ~ 11          | 아가사 박사와 소년 탐정단 일행은 아가사 박사의 차로 군마의 캠프장에 방문하지만 코난과 아가사는 근처의 가게로 사러 나간 사이에 장작을 주우러 간 겐타와 미츠히코, 아유미와 아이 일행은 어떤 남자가 여성이 유체를 묻고 있는 것을 목격하다가 범인에게 들켰다는 것을 알아차리고 황급히 근처의 산장으로 도망치는 동안 경찰은 여성의 유체를 발견하고 코난은 일행이 사건에 연루된 것을 알게 되는데 그때 범인은 겐타 일행이 있는 산장에 가까워 지는데...                                                                                 |
| 700 | 610화             | 하이바라의 비밀에 다가오는 그림자 (후편) | 홍장미의 비밀에 다가오는 그림자 (후편) | 2013년 6월 15일  | 2014년 5월 6일  | 77권 File 9 ~ 11          | 야마무라 경부는 우사기, 요네즈미, 이와쿠마로부터 사정을 들었음에도 결정적인 증거도 없어 누가 범인인지 밝혀낼 수 없었다. 한편 코난과 세라는 아가사의 말을 힌트로 여성의 유체가 손가락으로 무언가를 지시한다는 것을 눈치채고 누가 범인인가 간파하게 된다. 그렇지만 범인이 일으킨 산장의 불꽃은 더 넓게 번지고 있어서 연기에 감싸여 의식이 흐릿한 아유미 앞에 산막 문의 후드를 뒤집어쓰고 도끼를 쥔 수수께끼의 여성이 나타나 겐타 일행에게 다가가는데...                                                                           |
| 701 | 611화             | 칠흑의 미스테리 트레인 (발차)            | 칠흑의 미스터리 트레인 (발차)          | 2013년 7월 13일  | 2014년 5월 12일 | 78권 File 1 ~ 7           | 코난 일행은 행선지를 알 수 없는 벨트리 급행에 승차했다. 이 열차에는 승차객을 위해 추리 퀴즈가 준비되어 있었다. 코난 일행은 7호차 B실을 들여다보는 순간, 후드를 뒤집어 쓴 남자가 총을 승객인 무로하시에게 발포한다. 코난은 이상한 낌새를 눈치채서 7호차 B실에 돌아가는데... |
| 702 | 612화             | 칠흑의 미스테리 트레인 (수도)            | 칠흑의 미스테리 트레인 (수도)          | 2013년 7월 20일  | 2014년 5월 12일 | 78권 File 1 ~ 7           | 8호차 B실에서 죽어있던 무로하시. 8호차는 지로키치의 친구인 자산가의 가족으로 마음 편히 타고 싶다고 요청하게 되어 타게 된 차량. 하지만 첫 운행 했던 1개월 전에 자산가의 파티에서 화재가 일어나 일가는 대부분 사망하게 된다. 코고로는 이번 사건은 화재에 얽힌 복수극이라고 추리하는데... |
| 703 | 613화             | 칠흑의 미스테리 트레인 (교차)            | 칠흑의 미스테리 트레인 (교차)          | 2013년 7월 27일  | 2014년 5월 13일 | 78권 File 1 ~ 7           | 코고로는 이번 살인사건을 화재사건이 얽힌 복수극이라고 추리한다. 그 시각 6호차에서는 화상 입은 남자와 세라가 조우한다. 세라난 화상입은 남자를 아카이로 생각하여 혼란을 겪지만... 그 후에 코난은 8호차의 복도로 모두를 모이게 한다. 코고로에게 마취총을 발사하여 잠자는 추리쇼를 여는데... |
| 704 | 614화             | 칠흑의 미스테리 트레인 (종점)            | 칠흑의 미스테리 트레인 (종점)          | 2013년 8월 3일   | 2014년 5월 13일 | 78권 File 1 ~ 7           | 코난이 범인을 쫓아 추궁하고 있을 때에 6호차 E실에서 유키코는 베르무트하고 대치하고 있다. 베르무트는 아이를 밝혀내기 위해 발연제로 연기가 피어오른다. 코난 일행은 이걸 화재로 착각해서 앞차로 피난하고 아무도 없는 8호차에서 쉐리의 모습으로한 아이가 돌아온다. 그러자 아이 뒤에 버본이 오는데... |
| 마흔 다섯 번째 닫는 곡 : 너의 웃는 얼굴이 무엇보다도 좋았어 |                   |                                          |                                        |                  |                 |                           | |
| 705 | 615화             | 밀실에 있는 코난                         | 밀실에 있는 코난                       | 2013년 8월 10일  | 2014년 5월 19일 | 78권 File 8 ~ 10          | 소노코의 별장에 온 코난, 코고로, 란은 묘한 사건으로 알게 된 대학생인 모모조노가 머물고 있는 별장에서 죽은 동료인 우리우의 생일을 축하하기 위해 와 있던 서클 동료인 우메지마 마치, 이시쿠리 사부로, 타카나시 노보루와 만나게 된다. 한편 이시쿠리를 따라 코난도 이시쿠리의 방으로 휴식하러 가고 잠시 후에 이시쿠리의 방에서 나는 큰 소리로 인해 깬 코난은 죽은 이시쿠리를 발견한다. 문과 창문은 잠겨있어 코난은 밀실 살인이라고 판단하는데...                                                                                     |
| 706 | 616화             | 수수께끼를 푸는 버번                     | 수수께끼를 푸는 버본                   | 2013년 8월 17일  | 2014년 5월 19일 | 78권 File 8 ~ 10          | 요코미조 경부가 사정청취를 해서 모두의 행동을 확인한 바에 따르면 모모조노, 우메지마, 다카나시는 식사 전후에 이시쿠리의 방에 들어갔다. 다카나시는 이시쿠리와 싸웠다고 고백하는데 원인은 올해 겨울에 이시쿠리의 농담으로 목숨을 잃은 서클 동료인 우리우의 일이었다. 작년의 우리우 생일에도 이시쿠리가 장난을 쳤던 것에 착안, 모리 코고로는 3명 중에 이시쿠리를 살해할 동기가 있다고 판단하고 아무로는 모두에게 범행의 기회가 있었다고 생각하게 되는데...                                                                          |
| 707 | 617화             | 속아 넘어간 명탐정                       | 함정에 빠진 명탐정                     | 2013년 8월 31일  | 2014년 5월 20일 | 오리지널 ep 214           | 형사 시절의 코고로에게 체포되었던 본래 은행 강도범인 히무로가 「지금부터 당신때문에 사람이 죽는다」는 전화로 코고로에게 예고하고 가까이에 있던 히무로에게 예고의 의미를 추궁하는 사이 히무로의 부하였던 누마오가 폐 빌딩에서 낙하하고 즉사한다. 히무로는 누마오의 배반에 의해 체포되었기에 코고로는 히무로가 누마오를 원망해서 살해했다고 추리하지만 누마오가 떨어지기 15분 전에는 히무로는 코고로와 함께 있어서 코고로는 히무로에 의해 궁지에 몰리게 되는데...                                                                 |
| 708 | 618화             | 천천히 떨어진 남자                       | 천천히 떨어진 남자                     | 2013년 9월 7일   | 2014년 5월 20일 | 오리지널 ep 215           | 코난 일행과 버스에 탄 겐타는 5층 건물 옥상에서 서로를 붙잡고 싸우는 두 사람을 눈치채고 겐타는 한명이 상대를 옥상에서 밀어 떨어뜨리는 것도 목격하고 현장으로 달려간다. 피해자인 대금업자 오가타는 의식이 없었지만 생명에 이상은 없었지만 119번으로 신고한 통행인 카오루는 오후 2시 10분에 오가타가 길 위로 떨어졌다고 증언하는데 겐타가 밀어 떨어뜨리는 순간을 봤던 것은 사건 신고 10분 전인 2시였다. 과연 10분의 오차가 있는 추락 사고의 숨겨진 진실은... (한) 12기 마지막 에피소드                                             |
| 709 | 604화             | 미확인 충격 사건                         | 미확인 충격 사건                       | 2013년 9월 14일  | 2014년 4월 28일 | 오리지널 ep 216           | 공사 현장의 쇠파이프가 떨어지는 사고가 일어나 쇠파이프의 아래에서 죽은 이노마타가 발견된다. 파이프를 고정하는 밴드에는 인위적으로 자른 흔적을 발견한 코고로는 살인사건이라고 생각한다. 다카기 형사는 쇠파이프가 떨어진 직후 현장에 급히 뛰어온 관계자인 카네다, 무라세, 노지마에게 피해자인 이노마타를 살해할 동기가 있음을 알아낸다. 밴드를 잘랐던 나이프가 현장에서 발견되자 코고로는 범인을 추리하지만 지목당한 카네다는 무죄를 강력히 주장하는데... (한) '수정강 밤 벚꽃 루트(후편)' 다음 편으로 방영되었다.                |
| 710 | 1099(대 3-32화)   | 모두가 보고 있었다 (전편)                | 모두가 보고 있었다 (전편)              | 2013년 9월 21일  | 2023년 7월 21일 | 79권 File 3 ~ 5           | 코난 및 헤이지 일행은 자살의 가능성도 있는 밀실 살인 사건을 재조사한다. 그리고 코난 일행은 현장의 맨션의 방을 조사해 사건을 해결하지만 이 사건에는 같은 맨션에 사는 주식 브로커인 누노우라가 얽혀있다. 돌아가려던 코난 일행은 올라가는 창문이 있는 엘리베이터 안에서 누노우라가 권총으로 자신을 쏴대는 장면을 목격하게 된다. 다카기 형사는 자살이라고 판단하지만 헤이지는 타살이라고 단정짓고 맨션 주인 3명을 수상한 인물로 지목하는데...                                                                                       |
| 711 | 1101화(대 3-33화) | 모두가 보고 있었다 (후편)                | 모두가 보고 있었다 (후편)              | 2013년 9월 28일  | 2023년 7월 27일 | 79권 File 3 ~ 5           | 코난과 헤이지는 용의자 3명의 방을 찾아내 범인을 간파하지만 아직 자살로 그럴싸하게 꾸민 트릭의 수수께끼가 남아 있었다. 그리고 코고로의 말을 힌트로 트릭의 수수께끼를 알아낸 코난과 헤이지가 알아낸 바로는 엘리베이터의 문 내부에 스프레이로 써진 「안녕」이란 문자는 트릭을 맞추기 위해서 필요한 문자였다. 결국 헤이지는 다카기 형사의 협력을 받아 누노우라가 엘리베이터 안에서 자신의 관자놀이를 권총으로 쏴댄 순간을 재현하여 모두의 앞에서 트릭을 파헤치고 범인을 몰아넣는데...                                               |
| 대한민국 13기 : Butterfly Core (일본판 서른일곱 번째 여는곡 : <Butterfly Core>) 2015년 3월 26일~2015년 6월 11일 투니버스 (목 19:00~20:00; 712화~745화 중 11화 미방영) |                   |                                          |                                        |                  |                 |                           | |
| 712 | 654화             | 핫토리 헤이지와 흡혈귀저택 1             | 하인성과 흡혈귀 저택 [1]               | 2013년 10월 5일  | 2015년 3월 26일 | 79권 File 6 ~ 80권 File 1 | 오오타키 경부는 헤이조로부터 부탁받아 가족이 유산상속으로 다툰다는 양옥으로 향하고 코난과 헤이지는 코고로, 란, 카즈하와 오오타키와 동행한다. 오오타키에 의하면 반년 전에 양옥 근처의 숲에서 여성의 유체가 발견되어 범인은 흡혈귀라는 소문이 있다고 하며 의심받는 것은 양옥의 장남인 토라쿠라 하쿠야였다. 이후 양옥의 한 방에서 유산상속으로 다투는 가족이 모이고 란과 카즈하는 자기 방에서 자고 있는 하쿠야를 부르러 간다. 그런데 관을 열자마자 가슴에 말뚝이 꽂힌 채 하쿠야가 가로로 누워있었는데... (한) 13기 첫번째 에피소드 |
| 713 | 655화             | 핫토리 헤이지와 흡혈귀저택 2             | 하인성과 흡혈귀 저택 [2]               | 2013년 10월 12일 | 2015년 3월 26일 | 79권 File 6 ~ 80권 File 1 | 여전히 관의 주인인 하쿠야의 행방은 모르는 가운데 미나, 하루, 루리, 죠헤이의 휴대전화로 하쿠야로부터 식당으로 모이라는 메일이 일제히 전해진다. 코난 일행이 식당에서 기다리는데 창문 밖에 거꾸로 하쿠야가 머리를 내밀고 홀연히 사라진다. 그 후 다락방에서 아사노부의 유체가 발견되고 죠헤이는 모습을 감췄던 카미요의 일을 걱정한다. 코난과 헤이지는 하쿠야의 방을 조사하여 마루 밑에 있는 숨은 통로를 찾아내고 심령사진의 트릭도 간파하게 되지만...                                                                               |
| 714 | 656화             | 핫토리 헤이지와 흡혈귀저택 3             | 하인성과 흡혈귀 저택 [3]               | 2013년 10월 19일 | 2015년 4월 2일  | 79권 File 6 ~ 80권 File 1 | 코난과 헤이지는 키시하루, 루리, 마나, 죠헤이, 코가를 모이게 하여 하쿠야가 관에서 사라진 트릭과 벽의 장식 거울에 하쿠야의 머리가 비쳐있었던 심령사진의 트릭의 수수께끼를 푼다. 코난 일행은 하쿠야를 범인 1명으로 생각하고 몇 시간도 모습을 보이지 않은 카미요가 공범이라고 추리하지만 그 시각 수위에게서 숲에 사람이 죽어있다는 연락이 온다. 그런데 수위한 발견한 시체는 숲에서 말뚝에 묶인 채 교살당한 카미요인데... |
| 715 | 657화             | 핫토리 헤이지와 흡혈귀저택 4             | 하인성과 흡혈귀 저택 [4]               | 2013년 10월 26일 | 2015년 4월 2일  | 79권 File 6 ~ 80권 File 1 | 헤이지는 군마 현경에서 오오타키 경부, 코고로에 연락하여 새로 살인사건이 일어났다고 보고한다. 헤이지는 범인이 짐작은 가지만 풀지 못한 트릭이 있다고 전했다. 전화 중에 코난은 자신의 무릎에 뭔가가 부착되어 있는 걸 눈치채는데 부착된 것은 숲에서 카미요의 시체를 조사했을 때 묻었던 진흙으로 왠지 진흙에는 소금이 섞여 있었다. 그리고 코난과 헤이지는 코고로와 전화를 주고 받음으로 진흙이 부착되어 있던 이유를 깨닫고 범인의 트릭을 간파하지만...                                                                               |
| 716 | 1102화(대 3-34화) | 가면 저택에 귀신이 춤춘다(전편)          | 가면 저택에 귀신이 춤춘다(전편)        | 2013년 11월 2일  | 2023년 7월 27일 | 오리지널 ep 217           | 코고로는 가면 미술관 관장인 지사부로의 목숨이 노려지고 있다는 익명의 편지를 받고서 코난, 란과 함께 미술관을 찾아간다. 편지를 통해 경리 겸 프론트인 모요노, 지배인인 세이칸지, 매니저인 세이노스케는 지사부로 살해를 계획하고 있었다. 이 후 모요노일행은 사고로 위장해 지사부로를 살해하고자 시험하지만 코난 일행이 저지하고 점심 식사 중에 프로모터인 아카자가 독살당하는 사건이 발생하게 된다. 코난은 모요노의 불심한 행동을 눈치채고 범인이라고 의심하지만...                                                                 |
| 717 | 1103화(대 3-35화) | 가면 저택에 귀신이 춤춘다(후편)          | 가면 저택에 귀신이 춤춘다(후편)        | 2013년 11월 9일  | 2023년 7월 28일 | 오리지널 ep 217           | 오래된 우물 근처에서 지사부로를 살해할 다음 장치를 확인하고 있던 세이노스케는 귀녀의 가면을 쓴 인물에게 살해당한다. 세이노스케가 우물로 전락한 순간에 장치의 도르래가 회전하고 화덕 문의 노인형이 숯불을 향해 쓰러진다. 그리고 노인형으로부터 큰 화염이 솟아오르고 하츠호는 지사부로를 휠체어에 태우고 화덕 문으로부터 탈출하게 된다. 창고에서 도망친 코난과 란이 화덕 문으로 급히 달려왔을 때, 모요노는 모습을 감추고 코난, 란, 코고로는 화덕 문에 갇히게 되는데...                                                            |
| 서른 일곱 번째 여는 곡 : Butterfly Core |                   |                                          |                                        |                  |                 |                           | |
| 718 | 658화             | 악마의 회로                              | 악마의 회로                            | 2013년 11월 16일 | 2015년 4월 9일  | 오리지널 ep 218           | 시즈오카에 있는 별장에 도착한 코고로, 코난, 란은 별장의 소유자인 미스테리 작가 카이도 치카, 남편인 카이도 유이치, 제자인 시무라 사치코를 만날 수 있었다. 치카가 체험담을 듣고 싶다고 모리 코고로를 별장에 초청한 것이다. 치카는 유이치와 사치코가 외출하고 2명이 없는 시간에 코고로에게 털어놓고 이야기한다. 다음 날 아침, 별동에 숙박하던 코난 일행은 모두가 모여 있는 오모야로 가서, 각자의 방에서 죽어있던 사치코, 유이치, 치카를 발견한다.                                                                                  |
| 719 | 659화             | 플레티넘 티켓 소동기                     | 플레티넘 티켓 소동                     | 2013년 11월 23일 | 2015년 4월 9일  | 오리지널 ep 219           | 커피샵에서 OL인 하루카가 가지고 있던 플레티넘 티켓이 도난당해, 그 때 마침 그 자리에 있던 소노코와 란이 범인으로 의심받는다. 다음 날, 누명을 풀고자 란과 소노코가 코난과 함께 가게로 가고, 그 곳에 하루카가 나타난다. 하루카는 옥션사이트에 도난당한 티켓이 출품되어 있다고 설명. 이 가게의 종업원을 의심하고 있었다. 어젯밤, 가게에 있던 건 지부로와 알바하고 있던 카오루, 마사코 3명. 코난 일행은 알바를 쉬었던 마사코가 사는 아파트를 방문했지만, 숨이 끊어진 마사코를 발견한다.                                              |
| 720 | 1104화(대 3-36화) | 불과 물의 미스테리 투어(아소 편)         | 불과 물의 미스터리 투어(아소 편)       | 2013년 11월 30일 | 2023년 7월 28일 | 오리지널 ep 220           | 쿠마몬식품에서, 사외비의 기밀 데이터가 들어있던 USB메모리가 도난당한 사건이 발생. 범인은 USB메모리를 봉제인형에 넣고 1천만엔을 넣은 가방과 교환하자고 거래장소를 지정하러 온다. 쿠마모토를 관광중이던 코난과 소년탐정단은 그 거래장소를 조우. 거래는 해프닝으로 중지됐지만, 범인이 봉제인형과 혼혈소년 타카모리 져스틴의 봉제인형이 바뀌어 버린다. 코난은 져스틴의 발걸음을 쫓지만, 범인이 앞지르고... |
| 721 | 1106화(대 3-37화) | 불과 물의 미스테리 투어(쿠마모토 편)     | 불과 물의 미스터리 투어(쿠마모토 편)   | 2013년 12월 7일  | 2023년 8월 3일  | 오리지널 ep 220           | USB메모리가 들어있는 봉제인형채로 저스틴을 데려갔던 범인은 1천만엔을 요구. 거래장소는 추후에 연락한다는 것. 호텔의 방 하나에 모여 서로 이야기하는 코고로일행. 코난은 쿠마다와 이노우에의 회화를 듣고서 위화감을 품는다. 이 후, 제시카의 아버지, 타카모리 나오히토의 회사가 판명. 나오히토는 쿠마몬식품과 같은 업계의 큰 회사, 히고후즈의 사원이다. 코난과 소년탐정단, 이노우에는 통행인의 목격담에 의지해 저스틴을 찾고, 서서히 범인을 몰아넣어가지만...                                                                        |
| 마흔 여섯 번째 닫는 곡 : 지금 보고 싶어서... |                   |                                          |                                        |                  |                 |                           | |
| 722 | 660화             | 달콤하고 차가운 배달물 (전편)            | 달콤하고 차가운 택배상자 [전편]        | 2013년 12월 14일 | 2015년 4월 16일 | 80권 File 2 ~ 4           | 길고양이가 택배 쿨편 냉장차 컨테이너에 올라타버렸다. 코난과 미츠히코, 겐타, 아유미, 아이는 구하려고 컨테이너로 가지만 이 후에 택배업자 2명은 코난 일행을 눈치채지 못하고 문을 닫고, 차를 출발시켜 버린다. 미츠히코 일행은 밖으로 내보내달라고 얘기하자고 제안하지만, 코난은 그러지 않는 편이 좋다고 반대한다. 콘테이너 안의 박스에 감춰진 남성의 유체를 발견하자 코난 일행은 택배업자가 박스 안에 감춰진 남자의 유체를 숨기고자 하는 범인일 가능성이 높으니 외부로 연락하여 도움을 요청하자고 생각하지만...                     |
| 723 | 661화             | 달콤하고 차가운 배달물 (후편)            | 달콤하고 차가운 택배상자 [후편]        | 2013년 12월 21일 | 2015년 4월 16일 | 80권 File 2 ~ 4           | 이 시간, 길고양이 대위는 다방 포와로에 먹이를 달라고 조르러 가기 위해, 코난은 암호를 남긴 영수증을 대위의 목걸이에 끼워두면, 아즈사의 눈에 뛸 것이라고 생각한다. 대위에게 먹이를 준 아즈사는 영수증을 눈치채고, 아무로에게 보여주려고 하지만 분실해 버리고 만다. 그리고 아무런 도움도 없는 채 시간은 경과하고, 모두의 체력도 한계에 다다른다. 코난은 남긴 배달물을 조사하고, 아가사 박사의 집에 보낼 케이크를 발견한다. 코난은 이 케이크에도 도움을 청하는 메시지를 속에 넣지만...                                              |

## 목록 (2014) / 724화~762화
| 724 | 662화             | 괴도 키드와 적면의 인어 (전편)               | 괴도 키드와 붉은 얼굴의 인어 [전편] | 2014년 1월 4일       | 2015년 4월 23일     | 78권 File 11 ~ 79권 File 2 | 코난 원작 만화 연재 20주년 소개를 한다. 스즈키 지로키치 상담역에게 보석 상자, 붉은 얼굴의 인어를 훔치겠다는 범행예고가 도착했다. 박물관 전시실에 있는 큰 수조 안을 헤엄쳐 돌아다니는 거북의 등껍데기 안에 보석은 붙어 있었다. 나카모리 경부는 만전의 경비를 깔고 키드를 기다리지만... 예고 시간이 되자, 갑자기 마루의 카펫이 천잠사로 걷어 올려지고 수조를 완전히 덮어 숨겼다. 이 후, 천잠사가 끊어지며 카펫이 낙하한다. 수조에는 키드의 카드가 떠다니고, 거북과 보석 상자는 사라졌다. 코난은 추리를 되짚어보지만... |
| 725 | 663화             | 괴도 키드와 적면의 인어 (후편)               | 괴도 키드와 붉은 얼굴의 인어 [후편] | 2014년 1월 11일      | 2015년 4월 23일     | 78권 File 11 ~ 79권 File 2 | 키드의 범행 예고 시각에 거북과 함께 사라진 보석, 블러시 메미이드. 코난은 카펫이 저절로 위로 벗겨지기 직전에 휴대폰 화면이 어두워지면서 란으로부터 들은 뭔가를 깨닫는다. 그리고 보석에 들러붙어 있던 금 목걸이의 연결고리를 지로키치가 확인. 코난의 추리대로, 연결고리는 철제였다. 어떤 인물이 변장해서 현장에 남아있던 키드가 1명이라는 큰 착각을 하고있었다. 이 후, 코난은 사건의 전모를 파헤친다... 그 시각, 믿을 수 없는 문제가 일어나고... |
| 726 | 1107화(대 3-38화) | 행운의 메일은 불행을 부른다                  | 행운의 문자는 불행을 부른다         | 2014년 1월 18일      | 2023년 8월 3일      | 오리지널 ep 221            | 코난, 코고로, 란은 공원에서 죽은 히로세 나나를 발견. 땅바닥에는 '나'라는 다잉 메시지가 남겨져있었다. 나나와 만나기로 약속했던 약혼자 사몬 오사무는 사건 전에 나나로부터 원래 연인이었던 미키타 도시히코와 만나자는 메일이 왔다고 증언. 사몬은 나나와 늘 붙어다니던 미키타를 범인으로 의심한다. 나나의 메시지는 한자인 '右'와 '左'를 쓰는 도중이었던 가능성이 높고, 용의자가 된 미키타오 사몬. 2명으로부터의 이야기를 들은 코난은... |
| 727 | 664화             | 과일이 가득찬 보물 상자 (전편)               | 과일이 가득 담긴 보물 상자 [전편]   | 2014년 1월 25일      | 2015년 4월 30일     | 80권 File 5 ~ 7            | 코난 일행은 TV 프로그램 [어느 쪽의 스위치에서 SHOW] 녹화를 관함하러 간다. 방송은 파티쉐 2명이 주어진 과일로 스위치를 만들어 대결하는 내용. 주어진 과일은 보물 상자에 채워지고, 녹화까지 비밀로 처리된다. 심사원인 타케키는 누군가가 챔피언인 쿠리무라에게 주어진 과일을 사전에 가르쳐주고 있다고 의심. 이 후, 다케키가 나타나지 않은 채로 녹화가 시작. 사회인 켄자키가 보물 상자의 자물쇠를 열자, 상자 속에 타케키의 시체가 묻혀 있었다... |
| 728 | 665화             | 과일이 가득찬 보물 상자 (후편)               | 과일이 가득 담긴 보물 상자 [후편]   | 2014년 2월 1일       | 2015년 4월 30일     | 80권 File 5 ~ 7            | 살해 현장은 보물 상자가 놓여 있던 TV 방송국의 창고일 가능성이 높고, 코난 일행은 창고 앞 방범 카메라의 영상을 확인한다. 전날 밤에 창고에 찾아온 건 프로듀서인 타루오카, AD인 후루야, 푸드 코디네이터인 카스가 3명, 메구레 경부는 용의자를 이 3명으로 축소했지만, 범인이 보물 상자의 자물쇠를 여는 트릭은 수수께끼인 채로 남아 있었다. 이 후, 코난과 세라는 코고로와 의논해 자물쇠를 여는 트릭을 간파하고, 누가 범인인지도 눈치채는데... |
| 729 | 666화             | 다이아몬드와 그림와 대여배우                 | 다이아몬드와 그림과 여배우          | 2014년 2월 8일       | 2015년 5월 7일      | 오리지널 ep 222            | 코고로, 코난, 란 일행은 왕년의 대 여배우, 시라카와 미스즈의 저택에 초대받는다. 미스즈에게는 쿄스케, 치하루, 사오리라는 3명의 자식이 있었다. 2층에 있는 자신의 방에 코난 일행을 안내. 그 곳에는 영화 소도구가 장식되어 있었다. 점심 식사 후, 쇼핑을 하고 돌아온 메이드 나카니시 유카는 집 앞에서 사고를 내고, 2층의 방에서 자고 있던 미스즈는 유카에게 몹시 화를 낸다. 이 후, 코난은 2층에 화재가 일어나고 있는 것을 눈치 채고, 구조를 요청하는 미스즈는 연기에 휩싸여 질식사 하는데... |
| 730 | 667화             | 너무 완벽한 피규어                           | 아주 완벽한 피규어                  | 2014년 2월 22일      | 2015년 5월 7일      | 오리지널 ep 223            | 코난은 탐정단과 아가사 박사님, 하이바라와 함께 피규어 페스티벌 회장으로 간다. 미츠히코는 천재 모델러인 키타지마가 만든 철도 모형과 투시화에 주목. 그러자, 키타지마 모토히토와 연인인 레이카가 등장하고, 이웃 부스에서는 모델러인 모리시타가 전시하고 있었다. 그 후, 회장의 빈 방에서 죽은 키타지마가 발견된다. 빈 방에 있던 모델러 기자인 히로토는 취재를 하러 왔더니 죽어 있었다고 증언. 흉기는 발견되지 않았다. 레이카, 모리시타, 히로토 이 세 명이 용의자로 떠오르는데... |
| 731 | 1108화(대 3-39화) | 현장의 이웃은 전 남자 친구 (전편)            | 현장의 이웃은 전 남자 친구 (전편)   | 2014년 3월 1일       | 2023년 8월 4일      | 80권 File 8 ~ 10           | 교통과 미이케 나에코의 휴대 전화로 사람이 죽었다는 연락이 온다. 코난 일행은 현장과 이웃하는 이타미 나카노부의 자택 맨션으로 간다. 침실에는 아내인 치요코가 목을 매달고 사망. 발 밑에는 유서가 놓여 있었다. 나카노부는 1시간 전에 치요코와 부부 싸움. 그 후, 나카노부는 사쿠라코와 가까운 곳으로 외출하고, 귀가 후에 유체를 발견했다는 것. 교통과인 유미는 자살이라고 생각하지만, 코난은 유서의 의심스러운 점을 눈치채고 이웃 사람에게 정황을 들으러 가는데 이웃 사람은 미야모토 유미의 옛 남자 친구인 하네다 슈키치였다. |
| 732 | 1109화(대 3-40화) | 현장의 이웃은 전 남자 친구 (후편)            | 현장의 이웃은 전 남자 친구 (후편)   | 2014년 3월 8일       |                     | 80권 File 8 ~ 10           | 나카노부와 사쿠라코가 외출하고 난 후, 맨션에 몸을 숨기고 있던 용의자가 나타난 것이 밝혀지고, 야스이에도 맨션에 왔던 것이 밝혀졌다. 그 후, 유서의 필적 감정의 결과가 나왔다. 유서를 쓴 건 틀림없는 치요코 본인이었다. 용의자는 알리바이가 없는 3명으로 줄었다. 메구레는 치요코가 유서를 쓰고 난 것부터 자살을 했다고 판단, 그러자, 코난은 자살이 아니라고, 치요코는 살해당하였다고 반론. 이 사건을 해결하는데 있어서 중요한 건 흐트러진 글씨로 쓰여 있던 유서였다. |
| 733 | 668화             | 피로연과 두 발의 총성                        | 피로연과 두 발의 총성               | 2014년 3월 22일      | 2015년 5월 14일     | 오리지널 ep 224            | 코난, 란, 소노코는 하타케야마 재벌 당주인 하타케야마 유우와 아토 미호의 결혼식에 참석한다. 하타케야마 가의 별장에서 진행된 피로연에는 유우의 어머니인 유우코, 누나인 이시하라 리카와 남편 이사하라 토모야, 큰 아버지 켄지로, 종자매 아리사 일행이 참석. 피곤한 미호는 먼저 쉬러 별장에 돌아가고 잠시 후, 별장 주차장에서 가슴에 총을 맞고 죽은 유우가 발견된다. 그 시각, 강 건너 편 가까이로부터 딱딱한 소리가 들리고, 코난은 소리가 나는 별장으로 서두른다. 거기에는 미호도 가슴에 총을 맞고 죽어 있었다. |
| 734 | 1111화(대 3-41화) | 조디의 기억과 꽃구경의 함정                  | 조디의 추억과 꽃구경의 함정(전편)   | 2014년 3월 29일      | 2023년 8월 10일     | 80권 File 11 ~ 81권 File 2 | 1시간 스페셜 방영. 코난과 탐정단, 아가사 박사는 꽃놀이 구경객으로 붐비는 신사에 간다. 신사에는 FBI의 조디도 와있었다. 이 후, 아가사로부터 전화가 걸려온다. 살인 사건을 목격했다는 코난에게 도움을 요청한다. 살해당한 사람은 야타니 이쿠요. 코난은 현장의 상황으로부터 야타니는 소매 치기로 유명한 쿠로베라고 확신. 야타니의 지갑에서는 GPS 발신기를 숨긴 돈 다발이 발견되고, 코난은 소매 치기를 당한 피해자가 야타니를 살해했다고 추리하는데... |
| 734 | 1112화(대 3-42화) | 조디의 기억과 꽃구경의 함정                  | 조디의 추억과 꽃구경의 함정(후편)   | 2014년 3월 29일      | 2023년 8월 10일     | 80권 File 11 ~ 81권 File 2 | 1시간 스페셜 방영. 코난과 탐정단, 아가사 박사는 꽃놀이 구경객으로 붐비는 신사에 간다. 신사에는 FBI의 조디도 와있었다. 이 후, 아가사로부터 전화가 걸려온다. 살인 사건을 목격했다는 코난에게 도움을 요청한다. 살해당한 사람은 야타니 이쿠요. 코난은 현장의 상황으로부터 야타니는 소매 치기로 유명한 쿠로베라고 확신. 야타니의 지갑에서는 GPS 발신기를 숨긴 돈 다발이 발견되고, 코난은 소매 치기를 당한 피해자가 야타니를 살해했다고 추리하는데... |
| 735 | 669화             | 암호가 있는 청첩장                           | 암호가 있는 초대장                  | 2014년 4월 19일      | 2015년 5월 14일     | 오리지널 ep 225            | 모리 탐정 사무소에 키타사카 카오리라는 여성이 온다. 카오리는 카미나 대학 추리 연구회에서 결혼 축하연이 열리는 파티장을 알고 싶다고 한다. 그녀는 초대장에 적힌 안내도의 수수께끼 그림이 풀리지 않는다고 한다. 코고로는 얼렁뚱땅 수수께끼를 풀어내고 이상한 장소를 카오리에게 짚어 주고 그녀는 떠난다. 나중에 코난이 수수께끼의 진상을 다시 파악하고 카오리에게 전화를 하나 전화가 걸리지 않았고 그녀가 일부로 전화번호를 잘못 적은 것을 파악한다. 코난은 란의 목격을 바탕으로 그녀의 진짜 전화번호를 알아내어 전화를 걸자 경시청의 사토 경부보가 전화를 받게 되는데... (일) 마지막엔 18번째 극장판 이차원의 저격수가 언급이 된다. |
| 736 | 670화             | 모리 코고로 상(像)의 비밀                    | 유명한 탐정상의 비밀                | 2014년 4월 26일      | 2015년 5월 21일     | 오리지널 ep 226            | 탐정을 좋아하는 자산가인 카타오카 에이스케의 집에 코고로, 코난, 란이 초대받는다. 에이스케는 코고로의 동상을 만들 정도로 코고로를 마음에 들어 하였다. 가면과 망토를 쓰고 괴도 K를 맡은 에이스케는 30분 이내로 자신을 잡아 보라고 코고로에세 도발하고 넒은 땅에서의 숨바꼭질이 시작된다. 하인인 사다는 참여하지만, 아내인 유니리와 아들인 세이야는 참가를 하지 않는다. 그 후 숨바꼭질 중 괴도 K인 에이스케가 숨이 멎은 채로 발견된다. 경관은 현장을 봐서 사다리에서 전락한 사고사로 판단하지만 코난은 사고를 가장한 타살이라고 의심하는데... |
| 마흔 일곱 번째 닫는 곡 : Rain Man |                   |                                              |                                     |                      |                     |                            | |
| 737 | 671화             | 의혹의 산책길 (프롬나드)                     | 의혹의 산책길                       | 2014년 5월 3일       | 2015년 5월 21일     | 오리지널 ep 227            | 코난과 소년 탐정단은 아사카와 신페이와 함께 있을 때 노부히라의 할머니인 카나 메구미와 알게 된다. 카나 메구미는 개와 수시로 산책을 했는데 며칠 후, 코난 일행은 카나 메구미의 집으로 찾아가 살해된 카나 메구미를 발견하게 된다. 현장 상황으로 보아 카나 메구미는 아침 식사 이후 개와 산책을 갔다와 귀가 후에 살해당했을 가능성이 컸으며 현장에 있던 친구인 히로타 토모코, 이웃의 키타지나 무네요시는 살해 시각의 알리바이가 있어 카나에게 빚을 지고 있던 노부히라가 용의자로 지목된다. 현장이 미심쩍은 점을 알아차린 코난은 카나 메구미의 개 산책 코스로 탐문을 하고 사건의 진상에 접근하는데... |
| 738 | 1113화(대 3-43화) | 코고로는 BAR에 있다 (전편)                   | 코고로는 BAR에 있다 (전편)          | 2014년 5월 10일      | 2023년 8월 11일     | 81권 File 3 ~ 5            | 바텐더의 후쿠이씨에게 일의 의뢰를 받고 바 '블루 패럿'에 온 코고로. 코난은 란에게 부탁을 받아 코고로를 데리러 바에 간다. 의뢰인은 업무 중 펑하는 이상한 소리를 들었고 그 수수께끼를 풀어 달라고 한다. 그 이상한 소리가 났을 때 들렀던 손님들이 마침 이 날에도 방문을 하였다. 그 손님들은 총 4명으로 부장 우스다 슈우지와 3명의 부하 직원이었다. 코고로가 사건을 조사하던 중 부하 직원들이 술에 취한 부장 우스다 씨가 사망한 것을 발견. 나중에 경시청에서 온 메구레 경부는 3명 중 누군가가 우스다 씨를 원망하였고 살해했다고 생각한다. 이러한 가운데 코난은 3명의 용의자들의 소지품을 유심히 쳐다보며 추리를 하는데... |
| 739 | 1114화(대 3-44화) | 코고로는 BAR에 있다 (후편)                   | 코고로는 BAR에 있다 (후편)          | 2014년 5월 17일      | 2023년 8            | 81권 File 3 ~ 5            | 시체의 감식 결과 다트의 화살이나 아이스 픽에는 독을 바른 흔적이 없고 혈액 반응도 나오지 않는다. 메구레 경부는 아직 바안에 독이 있을 거라 추정, 다시 한 번 바를 조사하게 된다. 그러던 중 코난은 천장에 달려 있는 모울의 잘린 조각을 발견, 직후 코고로의 구두에 붙은 점토 조각을 발견한다. 점토에는 'EPDH' 가 거꾸러 적혀 있었다. 코난은 이를 'HDPE'라고 인지한다. 그 후 코난은 후쿠이 씨가 내뱉은 말로 범행 트릭을 간파. 코고로에게 마취침을 쏴서 기절시킨 후 추리를 시작하는데... |
| 740 | 672화             | 란도 쓰러진 욕실 (전편)                      | 미란이도 쓰러진 욕실 (전편)         | 2014년 5월 31일      | 2015년 5월 28일     | 81권 File 6 ~ 8            | 대학생인 루카에게서 남자 친구인 켄야의 바람기 조사를 의뢰 받은 세라. 루카는 전 켄야가 전 여친인 와카와 바람을 피우고 있다고 의심을 해왔던 상황. 루카와 켄야는 와카의 친구인 카가와 점심에 만날 예정인데 란은 세라의 잠입 수사를 돕기로 하고 루카 일행과 점심을 함께 하기로 한다. 하지만 와카는 모임 장소에 나오지 않았고 루카와 란은 와카의 방으로 그 모습을 보러 간다. 그리고 란은 욕실에서 쓰러진 와카를 보고서 기절하고 루카 또한 의식을 잃는다. 란과 루카는 코난 일행에게 도움을 받지만 와카는 이미 숨져 있었는데... (한) 일본판 734화 또는 738~39화의 내용의 후일담이 언급되는 이 화의 일부가 편집되었다. |
| 741 | 673화             | 란도 쓰러진 욕실 (후편)                      | 미란이도 쓰러진 욕실 (후편)         | 2014년 6월 7일       | 2015년 5월 28일     | 81권 File 6 ~ 8            | 코난은 거실에 있던 4명이 찍은 사진을 발판으로 사건의 진상에 다가간다. 세라가 현장에 도착할 때까지 자신과 함께 있었던 루카는 범행이 불가능하다며 호소하지만 란이 발견했던 시체가 와카가 아니라면 이야기가 달라진다고 밝힌다. 시체는 얼굴에 팩을, 머리에 수건을 두르고, 욕실은 샤워기의 김으로 인해 희미해진 상태. 세라는 루카가 와카의 시체를 속이고 있었다고 가정하여 루카가 어찌하여 와카를 살해했는지 속임수를 풀려고 하지만 세라의 추론을 들은 코난은 달리 생각하는데... |
| 742 | 1116화(대 3-45화  | J리그 선수와의 약속                          | J리거와 약속                        | 2014년 6월 14일      | 2023년 8월 17일     | 오리지널 ep 228            | 코난과 하이바라를 비롯한 소년탐정단 일행은 아가사 박사의 동석 하에 빅 오사카와 우라와 레즈의 경기를 관람한다. 코난은 빅 오사카의 포워드인 사나다 선수가 평소 쓰는 우측 발이 아닌 좌측 발로만 슈팅하면서 관중석을 이따끔 바라보는 것을 신기하게 바라본다. 하프 타임이 되며 사나다 선수는 관중석의 유키군에게 미안하다며 우측 손을 세우고 유키군 옆에서 바라보고 있는 편의점 주인인 후카자와는 이를 보고 표정이 굳어진다. 코난은 이들을 보며 3명의 관계가 사나다 선수의 경기력에 영향을 끼치고 있다고 생각하게 되는데... |
| 743 | 674화             | 우연은 두 번 겹친다                          | 우연은 두번 겹친다                  | 2014년 6월 21일      | 2015년 6월 4일      | 오리지널 ep 229            | 미즈키가 경찰봉으로 여자를 덮쳐 가방을 강탈한 연속 강도 후드남에게 습격당하는 사건이 발생한다. 근처에 있던 코고로 일행은 후드남을 붙잡아 미즈키를 돕지만 현장 주변에서 미즈키의 방친구 겸 옷매장 점원인 요코의 시신이 발견된다. 다른 피해자는 경상으로 끝났는데 다카기 형사는 수법, 시간대, 범행 영역 등이 합지되어 있는 것에서 후드남의 소행으로 생각하지만 코난은 다른 피해자들이 지갑과 가방을 도난당한 것에 반해 요코만 지갑에서 현금만 도난당한 것에 위화감을 갖게 되는데... |
| 서른 여덟 번째 여는 곡 : Greed |                   |                                              |                                     |                      |                     |                            | |
| 744 | 675화             | 용의자인가, 쿄고쿠 마코토 (전편)             | 용의자는 오경구? (전편)             | 2014년 6월 28일      | 2015년 6월 11일     | 81권 File 9 ~ 11           | 코난, 코고로, 란, 세라가 카루이자와에 있는 볼링장에서 쿄고쿠 마코토와 합류한 직후, 수학 교사인 미치코와 과학 교사인 스나미가 나타난다. 미치코는 같이 온 체육 교사인 단바가 취해서 사고를 일으킨 것에 대해 쿄고쿠 마코토에게 사과한다. 그 후 술에 골아 떨어진 채 차 안에서 자고 있던 단바가 없어져서 코고로 일행은 주차장과 근처 술집을 찾아다닌다. 그리고, 주차장의 간이 화장실에서 온 몸이 흠뻑 젖은 단바의 시체가 발견된다. 단바는 화장실에서 익사한 상태였다. 야마무라 반장은 단바와 시비가 붙었고, 알리바이도 없는 쿄고쿠 마코토를 범인으로 단정해 수갑을 채우게 되는데... |
| 745 | 676화             | 용의자인가, 쿄고쿠 마코토 (후편)             | 용의자는 오경구? (후편)             | 2014년 7월 5일       | 2015년 6월 11일     | 81권 File 9 ~ 11           | 단바의 시신이 간이 화장실에서 익사된 채로 발견된다. 코고로는 이 체격좋은 남자를 기절시킨 후 익사하려 한다면 적어도 2, 3명이 필요하다고 추리한다. 야마무라는 혼자서도 범행을 저지를 수 있을 만큼의 가라데 실력을 갖춘 마코토를 다시 지적한다. 그러자 소노코는 야마무라를 째려 보며 절대 아니라고 얼버무린다. 그 후 코난은 미치코 일행이 볼링장에 온 적이 있는지 질문한다. 또 간이 화장실을 잘 살펴보며 감식과 직원들에게 부탁을 하며 사건의 단서를 모은다. 마침내 코난은 단바씨를 살해한 트릭과 또 누가 범인인지를 간파해 내는데 성공한다. 그러나 이런 코난을 세라가 유심히 지켜보며 사진을 찍어 누군가에게 보내는데... (한) 13기 마지막 에피소드 |
| 대한민국 14기 : 퍼즐 (일본판 마흔한 번째 여는곡 〈수수께끼〉) 2016년 12월 27일~2017년 4월 11일 투니버스 (화 20:00~21:00; 746화~783화 중 8화 미방영) |                   |                                              |                                     |                      |                     |                            | |
| 746 | 677화             | 괴도 키드 vs 쿄고쿠 마코토 (전편)            | 괴도 키드 vs 오경구 (전편)          | 2014년 7월 19일      | 2016년 12월 27일    | 82권 File 1 ~ 3            | 보석 그린 엔페러를 훔치겠다는 키드의 예고장이 지로키치에게 도착한다. 마코토는 '키드님이 와'라며 기뻐하는 소노코를 보고서 키드에게 질투심을 가진다. 그리고 마코토는 보석 경비를 시켜달라고 지로키치에게 직접 단판을 하게 된다. 지로키치는 400전 무패 전적의 공수도 달인인 마코토에게 경비를 맡기게 된다. 소노코는 키드와 마코토, 둘 중 어느 쪽을 응원하면 될지 망설이고 있었다. 예고 당일 전시실에선 마코토가 목에 그린 엔페러를 차고 혼자서 경비를 선다. 마코토에게 키드가 보낸 편지가 가득 도착하고, 코난은 편지가 의도하는 바가 뭔지를 생각하며 고민에 잠기게 되는데...(한) 14기 첫번째 에피소드 |
| 747 | 678화             | 괴도 키드 vs 쿄고쿠 마코토 (후편)            | 괴도 키드 vs 오경구 (후편)          | 2014년 7월 26일      | 2016년 12월 27일    | 82권 File 1 ~ 3            | 키드가 보낸 다량의 편지가 박물관에 도착하고, 코난은 키드가 편지를 보낸 목적에 대해 생각한다. 예고 시간 5분 전, 마코토는 전시실에 있던 모든 사람들은 내보낸 뒤, '지금부터 방 안으로 들어오는 자는 적으로 간주해 제압해버리겠다'라고 모두에게 충고를 전한다. 방에서 나와 복도로 간 코난은 편지가 언제 도착하였는지 기동대원에게 질문한 뒤, 편지를 조사해 어떤 사실을 알아낸다. 이 때 예고 시간이 되자 관내의 불이 꺼진다. 그 후 복도에 마취 가스가 살포되고 기동대원들은 하나 둘씩 쓰러져 간다. 코난은 코와 입을 막으며 방독면에 손을 뻗지만... |
| 748 | 679화             | 본청 형사의 사랑 이야기 (고백)               | 형사 아저씨의 사랑이야기 (고백)     | 2014년 8월 2일       | 2017년 1월 3일      | 82권 File 8 ~ 10           | 코난 일행은 편의점에서 옆반의 미카베 노리야(이진우)와 만나 노리야(진우)가 묵고 있는 대학원생, 시가 토시나리(박민성)의 아파트로 놀러 가기로 했다. 토시나리(민성)는 노리야(진우)의 사촌이었다. 아파트 도착 후에 토시나리(민성)는 주차장에 가고, 노리야는 코난 일행을 먼저 토시나리(민성)가 사는 3호실로 안내한다. 이 때 코난은 아파트 복도에서 뭔가 다른 냄새를 알아차린다. 후에 주차장에서 돌아온 토시나리(민성)의 고함 소리가 복도에서 들린다. 코난이 달려가자 옆의 4호실에서 프리터인 야스토미 씨의 가슴과 배가 찔려 숨져 있었다. 코난은 3, 4호실의 상황에서 토시나리(민성)를 범인으로 의심하게 되는데... |
| 749 | 680화             | 본청 형사의 사랑 이야기 (진상)               | 형사 아저씨의 사랑이야기 (진상)     | 2014년 8월 9일       | 2017년 1월 3일      | 82권 File 8 ~ 10           | 타카기 형사는 편의점에 탐문을 가서 반년 전 교통 사고 때 토시나리의 누나인 미카를 차에 치이게 사건 때 야스토미가 근처에 있었다는 사실을 안다. 코난은 미카가 뭔가에 고민하고 있었는지 토시나리에게 묻고 속을 떠본다. 코난은 동요하는 토시나리를 보고 토시나리가 야스토미를 살해한 범인이라고 거듭 확신한다. 하지만 범행 시각 토시나리는 노리야와 함께 있었다는 완벽한 알리바이가 있었다. 이 후, 코난은 노리야의 발자취를 돌파구로 토시나리의 알리바이 트릭을 간파하게 되는데... |
| 마흔 여덟 번째 닫는 곡 : 무적의 하트 |                   |                                              |                                     |                      |                     |                            | |
| 750 | 681화             | 바다에게 배신당한 남자                       | 바다에게 배신당한 남자              | 2014년 9월 6일       | 2017년 1월 10일     | 오리지널 ep 230            | 바다에 온 코난, 겐타, 미츠히코, 아유미, 하이바라는 타키구치 코타로, 나오 부부와 만나 정박해 놓은 크루저에서 식사를 한다. 코타로는 맥주병이었지만 집 수영장에서 훈련하여 헤엄칠 수 있게 되었다. 코타로는 코난 일행과 헤어진 뒤 크루저로 바다에 나온다. 코타로는 해변에 있는 코난 일행에세 손을 흔든 뒤 바다로 뛰어들었지만 크루저에서 10m 정도 떨어진 곳에서 빠져 목숨을 잃는다. 나가이 형사는 불행한 사고라고 판단하지만, 코난은 코타로가 정말 헤엄을 칠 수 있는지 의문을 가지게 되는데... |
| 751 | 682화             | 불러모으는 삼색털 고양이 사건 (전편)         | 행운의 삼색털 고양이 사건 (전편)    | 2014년 9월 20일      | 2017년 1월 10일     | 82권 File 4 ~ 7            | 찻집인 포아로가 잡지 취재 대상이 됨에 따라 점원의 이름과 얼룩무늬 유기고양이인 타이이가 잡지에 소개된다. 그러자 잡지를 보고 자신이 고양이 주인이라는 사람이 나타난다. 하지만 곤경에 처한 취준생 우사와 쇼우고, 회사 사장인 마시코 죠우시, 주부인 사가와 무츠미 등 3명이 고양이 주인이라 주장하는 가운데 코난은 3명이나 주인이라 주장하는 이유로 얼룩무늬 고양이인 타이이가 특별한 고양이라 확신한다. 누가 진짜 고양이 주인인지 판별하기 위해서 코난 일행은 3명의 이야기를 개별적으로 듣게 되고 고양이의 진짜 주인을 무사히 찾게 되지만 다음날, 고양이 주인이 어떤 사건에 휘말리게 되는데... |
| 752 | 683화             | 불러모으는 삼색털 고양이 사건 (후편)         | 행운의 삼색털 고양이 사건 (후편)    | 2014년 9월 27일      | 2017년 1월 17일     | 82권 File 4 ~ 7            | 코난 일행은 타이이를 만나러 가다가 침실에서 머리에 피를 흘리며 쓰러져 있던 회사 사장인 마사코를 발견하게 된다. 방은 방문이 잠긴 상태로 밀실인 상황이라 사토 형사와 다카기 형사는 현장의 상태로 보아 형광등 교체 중에 일어난 사고라 판단한다. 하지만 코난은 마스코를 들이받아 중상을 입힌 누군가가 사고처럼 보이기 위해서 현장을 조작했다고 추리한다. 이후 스낵바 마담인 츠유구치, 사월으로 일했던 아소, 소설가인 우루시야가 현장을 방문했었단 사실을 알아낸다. 코난은 3명의 용의자가 각자 증언하는 내용을 듣고는 범인이 누구인지 알아내고자 하면서 밀실 트릭이 어찌 꾸며졌는지 간파하게 되는데... |
| 753 | 684화             | 쉐어 하우스의 사각                           | 쉐어 하우스의 사각                  | 2014년 10월 4일      | 2017년 1월 17일     | 오리지널 ep 231            | 가라테부 선배 야요이가 살고 있는 공동 주택에 놀러간 란은 야요이가 야스코, 카츠코, 스즈키와 함께 주택을 공유하고 있음을 알게 된다. 그런데 카츠코는 스즈키를 사생활 침해범으로 몰아가고 있었고 야스코에게는 탭댄스를 연습한다면서 괴롭히고 야요이에게는 급전을 빌려준 적이 있었다. 코고로와 코난 일행이 란을 데리러 왔을 시간에 2층 자기 방에서 목에서부터 피를 흘리며 죽은 카츠코가 스즈키에 의해 발견된다. 메구레 경감은 발견자인 스즈키가 카츠코를 원망하고 있었음을 들어 범인으로 의심하는데... |
| 754 | 685화             | 붉은 여자의 참극 (김)                        | 붉은 여자의 참극 (수증기)           | 2014년 10월 11일     | 2017년 1월 24일     | 82권 File 11 ~ 83권 File 3 | 별장의 수수께끼를 풀어달라는 의뢰를 받은 마스미의 둘째 오빠는 고교생 탐정인 마스미를 대신 보낸다. 그리하여 세라는 자신의 오빠들에 대한 이야기를 하면서 소노코, 란, 코난과 함께 별장으로 가던 중이었으나, 갑자기 소노코가 붉은 여자를 봤다며 소스라치게 놀란다. 별장에 도착한 마스미 일행이 별장 투숙객 타마미와 인사를 나누고 있던 중, 별장의 수수께끼가 담긴 사진을 가져온 스미카, 격퇴용 방망이를 들고 다닌다는 닌다, 별장에 올라오다 늪에 빠져 옷을 갈아입다가 닌다를 만난 하쿠야도 함께 도착한다. 식사를 하던 도중 란이 오던 도중에 붉은 옷을 입은 여자를 봤다고 하자 다들 놀란다. 하쿠야는 사토코는 이미 죽었다며 중얼거리고, 닌다 역시 15년 전 사건의 범인이 아닐까 하고 의심한다. 타마미는 15년 전 사건을 설명하고, 스미카는 그 후 3년 뒤 자신들이 친구 사토코와 별장에 놀러왔다가 사라졌다가 늪에서 시체로 발견됐다고 말한다. 그 후 재작년부터 별장에 일어나고 있는 붉은 여자와 관련한 사건의 수수께끼를 풀어달라고 하는데...                                                              |
| 755 | 686화             | 붉은 여자의 참극 (악령)                      | 붉은 여자의 참극 (악령)             | 2014년 10월 18일     | 2017년 1월 24일     | 82권 File 11 ~ 83권 File 3 | 목욕을 하러 들어갔던 하쿠야가 토마토가 가득 떠 있는 욕조에서 죽은 채로 발견된다. 사건을 맡아 별장으로 조사를 나온 나가노 현경의 우에하라는 그들의 이야기를 듣는다. 마스미는 사건 현장의 상태를 설명하고, 코난은 목욕탕에 들어간 순서를 묻는다. 소노코는 스미카씨는 목욕 가운 외에는 아무 것도 들고 있지 않았다며 두둔한다. 쇼핑을 하러 갔던 닌다는 돌아오던 도중 숲 속에서 조사를 하고 있던 코난과 마스미를 만났다고 말하고, 타마미는 주방에서 저녁 준비를 하고 있었으며, 소노코와 란은 거실을, 스미카는 2층을 바닥을 청소하고 있었다. 2층을 조사하던 도중 문득 마스미의 소매에 묻은 물질을 본 코난과 마스미는 실험을 하나 해 보고는 무언가를 깨닫는다. 각자 방에서 대기하던 중 갑자기 정전이 된 사이, 스미카는 붉은 여자에게 습격을 당하는데... |
| 756 | 687화             | 붉은 여자의 참극 (복수)                      | 붉은 여자의 참극 (복수)             | 2014년 10월 25일     | 2017년 1월 31일     | 82권 File 11 ~ 83권 File 3 | 스미카를 습격한 붉은 여자의 정체를 밝히기 위해 타마미, 닌다의 방을 조사한 우에하라와 코난, 마스미는 두 사람 모두 범인이 아니라는 것을 알게 된다. 그러던 중 창문에 비친 붉은 여자의 형체를 본 우에하라가 매우 놀라고, 그걸 모르는 마스미는 자신에게 묻고 싶은 게 있다던 우에하라에게 궁금한 것이 무엇이냐고 묻는다. 우에하라는 별장의 수수께끼에 관해 물었고, 마스미는 아까 스미카에게서 받은 12년 전 사토코가 행방불명된 날 낮에 찍은 사진과 재작년부터 별장에서 일어난 이상한 사건들을 찍은 사진을 보여준다. 한편 15년 전 사건의 증거물인 칼이 그로부터 3년 뒤 발견된 것을 이상하게 여겨 그 때 조사를 담당했던 형사를 찾아간 야마토 경부가 이를 추궁하고, 결국 그 칼은 15년 전 사건과는 관련이 없다는 것을 밝혀내는데... |
| 서른 아홉 번째 여는 곡 : DYNAMITE |                   |                                              |                                     |                      |                     |                            | |
| 757 | 688화             | 자수한 코미디언 (전편)                       | 자수한 개그맨 (전편)                | 2014년 11월 1일      | 2017년 1월 31일     | 오리지널 ep 232            | 코난이 길에서 지갑을 주워 파출소에 갖다주고 보호자인 코고로(유명한)를 부른다. 그 때 파출소로 찾아온 유명한 개그맨 로쿠스케씨가 헐레벌떡 찾아와 자신이 인근의 사무실에서 자신의 기획사 사장 텐도씨를 죽였다며 자수한다. 이에 메구레(골롬보) 경부는 타카기(신형선)에게 간략히 브리핑을 받고 수사를 시작한다. 로쿠스케는 아침에 개그 소재를 가지고 사장과 얘기를 나누던 중 다툼이 일었고, 화가 나 방망이로 내리쳐 사장을 살해했다고 진술한다. 그의 진술에는 문제가 없어보였지만, 코난은 소중한 파트너를 금속 방망이로 내려쳤다는 게 좀 걸린다고 말한다. 베이카역으로 조사를 나간 타카기와 치바(이형사)는 CCTV에 찍힌 그의 행적을 살피건대 진술은 진실임을 확인한다. 다만 이후 계속된 조사에서 그가 사장에게 원한이 있음을 알게 된다. 한편 건물 뒷편에서 인근 공사장에서 가져온 것으로 보이는 쇠파이프를 관리인이 발견하고, 돌아온 타카기는 메구레에게 흉기가 금속 방망이가 아님을 알린다. 그러자 로쿠스케는 무조건 자신이 범인이라며 우기기 시작하는데...                                             |
| 758 | 689화             | 자수한 코미디언 (후편)                       | 자수한 개그맨 (후편)                | 2014년 11월 8일      | 2017년 2월 7일      | 오리지널 ep 232            | 계속된 조사에서 살해된 시각의 모순, 인근의 화가 스다 이즈미 씨를 만났던 점 등 이상한 점이 계속 발견되자 경찰은 그가 범인이 아님을 알게 된다. 다음날, 란(유미란)은 가라데(태권도) 시합이 있다며 아침 일찍 나가고, 코난과 코고로는 뉴스에서 범인이 되고 싶었다는 기자회견을 한 로쿠스케씨를 보게 된다. 한편 뭔가 걸리는 것이 있다고 생각한 코난은 타카기에게 코고로 핑계를 대며 조사 상황과 증거에 대한 정보를 묻는다. 사건 현장으로 돌아온 치바는 텐도씨가 누구를 협박할 사람이 아니라는 정보를 흘린다. 그 시각 경시청에는 텐도씨에게 협박을 당했다며 제삼자가 연락을 해 온다. 이를 들은 코난은 코고로가 범인을 알았고 증거만 찾으면 된다고 슬쩍 말을 흘리고 그것에 놀란 로쿠스케씨는 인근 가게의 판촉용 티슈를 땅에 떨어뜨린다. 곧장 그 가게로 달려간 코난은 가게 주인에게서 텐도씨가 아침을 먹는 시간을 묻는다. 또, 스다씨에게 코고로씨를 들먹이며 정말로 사회생활을 전혀 하지 않는지를 테스트하고, 코고로를 불러 집안 상황을 살피다가 벽시계 외엔 시간을 알 수 있는 방법이 없음을 알게 되는데... |
| 759 | 690화             | 의외인 결말의 연애 소설 (전편)               | 예상치 못한 결말의 연애소설(전편)   | 2014년 11월 22일     | 2017년 2월 7일      | 83권 File 4 ~ 6            | 하이바라를 닮은 소녀와 세라가 함께 찍힌 사진을 탐구하던 코난은 소노코의 제안에 따라 세라가 묵고 있는 호텔 방을 방문하고 잠시 환담을 나누던 중에 연애소설가의 여조수가 살해당한 채 발견되는 현장을 지나고 연애소설가가 범행을 저질렀다고 판단하지만 현장 보존을 위해서 사건 현장에서 격리되어 소설가의 알리바이를 깨지 못한 채 사건 현장을 나가게 되는데... |
| 760 | 691화             | 의외인 결말의 연애 소설 (후편)               | 예상치 못한 결말의 연애소설(후편)   | 2014년 11월 29일     | 2017년 2월 14일     | 83권 File 4 ~ 6            | 코난과 마스미가 연애소설가를 범인으로 의심하는 가운데 소설가가 여조수를 살해하고 은폐한 알리바이를 파괴하는데 성공하면서 소설가에게 여조수가 적극적으로 소설 내용 수정에 개입한 것을 불륜 의혹 기사와 연관지은 연애소설가에게 여조수가 20년 전에 소설가에게 팬레터를 보낸 인물과 동일한 인물이고 펜레터에 적힌 펜네임의 숨겨진 의미를 밝혀내게 되는데.. 영역 밖의 여동생 첫 등장. |
| 761 |                   | 카가 100만 석 미스테리 투어 (카나자와편)     |                                     | 2014년 12월 6일      |                     | 오리지널 ep 233            | 카가 미스테리 투어의 사전 탐방을 위해 이벤트 스태프들과 함께 관광 명소를 돌던 모리 탐정, 란과 코난 일행은 2010년 5월 6일 독거노인 500만 엔 절도 사건 소식을 듣고 표정이 변한 스태프 아키야마가 새로 준비한 암호 카드를 보며 이벤트를 위해 체크 포인트인 21세기 미술관을 방문하지만 아키야마가 갑자기 둔기에 맞아 다친 상태로 상황 전환을 맞이하게 되는데... |
| 762 |                   | 카가 100만 석 미스테리 투어 (카가 온천편)    |                                     | 2014년 12월 13일     |                     | 오리지널 ep 233            | 코난 일행과 미스테리 투어 이벤트 스태프들이 걱정하는 가운데 란은 아키야마와 함께 병원으로 향하고 모리 일행은 마지막 포인트인 이로하 초가에서 사건 영상을 확인하는데 갑자기 병원에서 전화가 걸려와 아키야마의 실종 소식이 전해지고 행선지인 야마시로에서 미스테리 투어의 스태프 일행은 아키야마 습격 사건의 범인과 범행 동기를 듣고서 깜짝 놀라게 되는데... |
| SP | MOVIE             | 에도가와 코난 실종 사건 ~사상 최악의 이틀간~ | 코난 실종사건 ~사상 최악의 이틀     | 2014년]] [[12월 26일 | 2015년]] [[2월 12일 | 오리지널 스페셜            | 코난은 란(미란), 하이바라(장미)와 함께 대중 목욕탕에 간다. 남성 탈의실에서 수상한 남자 2명을 목격하지만 그 후, 욕탕에서 넘어져 정신과 기억을 잃는다. 그런 코난을 병원으로 옮기겠다며 차로 데려간 남자들이 코난이 수상하게 여긴 자들이었다. 코난이 눈여겨 본대로 둘은 뒷세계에서 유명한 살인 청부업자 콘도(이건도)랑 애드립의 달인이었다. 대중 목욕탕에서 극비리로 임무를 수행하고 있었던 것이다. 코난이 병원으로 옮겨졌다고 들은 란(미란)과 하이바라(장미)는 부근 병원을 필사적으로 찾는다. 그 무렵 코고로는 카나에란 부인이 남편의 바람기 조사를 의뢰해 오는데... (한)극장판으로서 2월 12일에 개봉했다. |

## 목록 (2015) / 763화~803화
| SP |       | 근하신년 모리 코고로                            |                                      | 2015년 1월 3일   |                 | 57권 File 8                | 정월의 낮, 모리 코고로는 선글라스를 쓰고, 다른 사람의 눈길을 피해 찻집 '포와로'에 들어간다. 이 날 코고로는 성가신 녀석들에게 쫓기고 있었다. 이후 추적자들이 오자 코고로는 '포와로'에서 황급히 도망친다. 모리 코고로를 쫓고 있는 자들은 5명. 포와로에서 도망친 코고로는 몸을 숨기기 위해 사람이 많은 경마장으로 도망을 친다. 하지만 관중석을 향해 코고로를 찾는 안내 방송이 나오자 코고로는 도망치듯 경마장을 빠져나온다. 추적은 점점 선수를 치고, 코고로는 궁지에 몰리게 되는데... |
| 763 |       | 코난과 헤이지, 사랑의 암호 (전편)               |                                      | 2015년 1월 10일  |                 | 83권 File 7 ~ 9            | 비속에서 코난은 형사에게 쫓기는 수상한 남자와 부딪힌다. 부딪힌 남자는 마약 밀매와 관련된 수첩을 떨어 뜨리고 도망간다. 수첩에는 지하철 노선과 역 번호를 이용한 암호가 적혀 있었지만, 비에 젖어 지워진 부분도 있었다. 코난은 암호에 적힌 마약 거래 시간과 장소를 추리하고, 소년 탐정단과 함께 거래 장소로 짐작되는 에비스 다리로 향한다. 하지만 암호가 완벽히 풀린 것이 아니었다. 미츠히코는 오사카에 있는 헤이지에게 전화를 걸어 도움을 요청한다. 그리하여 코난과 헤이지가 협력하여 암호를 해독하여 나가지만... |
| 764 |       | 코난과 헤이지, 사랑의 암호 (후편)               |                                      | 2015년 1월 17일  |                 | 83권 File 7 ~ 9            | 헤이지는 마약 거래장소인 에바스바시 다리에 갔으나, 그 곳에는 표적인 흰 장미를 가지거나 붙인 사람이 3명이나 되었다. 헤이지는 휴대전화로 거래 상개방같은 무서운 표정의 남자, 휜 장미 머리 장식을 붙인 여성, 가슴에 백장미를 달고 있고 금발 머리에 코에 피어싱을 한 체로 여성과 대화를 나누고 있는 남자를 활영하고 코난에게 보여준다. 그 남자와 즐거운 듯이 대화를 나누는 여성은 카즈하로, 헤이지는 카즈하가 이상한 남자에게 헌팅되었다고 생각하며 시무룩해 한다. 헤이지는 마약 거래상대가 거래 전에 헌팅을 하고 있지는 않을 거라고 생각하여 그 남성은 용의자에서 제외하는데... |
| 765 | 692화 | 테이무즈강 연날리기 사건 (전편)                 | 템즈강 연날리기 사건(전편)           | 2015년 1월 24일  | 2017년 2월 14일 | 84권 File 3 ~ 5            | 코난은 겐타, 미츠히코와 함께 테이무즈강 연날리기 대회에 참가한다. 상대팀은 료타, 타케시가 참가한다. 타케시는 연실을 가지고, 료타는 연을 가진 상태에서 아내인 타가미와 휴대전화로 통화를 한다. 료타는 아내에게 바람핀 것이 들킨 상태이다. 거기다 료타가 바람을 피우는 여성의 오빠인 카쿠라 유이토시가 나타난다. 유이토시는 여동생이 료타에게 속아 넘어간 것에 분노한 상태이다. 타케시 역시 유이토시의 여동생에게 호감을 가지고 있는 상태이다. 이후 료타는 연을 가지고 뒷걸음질 치다 발이 미끄러져 강에 빠진다. 헤엄을 칠 수 없는 료타는 강에 빠져 의식 불명의 중태에 걸리는데... |
| 766 | 693화 | 테이무즈강 연날리기 사건 (후편)                 | 템즈강 연날리기 사건(후편)           | 2015년 1월 31일  | 2017년 2월 21일 | 84권 File 3 ~ 5            | 렌노는 누군가에게 유도되어 밧줄을 치지 않은 말뚝 사이에서 발을 헛딛여 강으로 추락하여 경찰이 현장을 조사한다. 렌노의 바람기 상대에게 호의를 가지고 있는 야츠코시, 여동생이 농락당한 카쿠라, 그리고 바람피운 남편을 둔 아내 미카미 등 용의자 3명에게는 동기가 있다. 메구레 경부는 사정을 청취하지만 용의자 3명에게 범행은 무리가 있다고 판단하는데 코난은 이야기를 듣고 범인이 어떻게 유도하여 범행을 저질렀는지 트릭을 간파한다. 코난은 휴대전화에 범인을 밝힐 증거나 범행 순간에 일어난 용의자의 수상한 언행이 남아있는 것을 기대하며 용의자 3명에게 꾸민 함정이 걸리도록 유도하는데... |
| 767 | 694화 | 눈보라 속으로 사라진 연인                       | 눈보라에 사라진 연인                 | 2015년 2월 7일   | 2017년 2월 21일 | 오리지널 ep 234            | 아가사 박사님이 알게 된 세 자매가 운영하는 겨울 산장에서 일어난 절벽 추락 사고의 진상을 하이바라 아이와 소년 탐정단 (어린이 탐정단) 3인방이 무심결에 보여준 마늘향과 관련된 언행과 사건 현장의 지리적 특성을 기화로 삼아서 깨닫고 사건의 범인을 밝히며 해결하는 에피소드. |
| 768 | 695화 | 하이바라 아이 감금 사건                         | 홍장미 감금 사건                     | 2015년 2월 21일  | 2017년 2월 28일 | 오리지널 ep 235            | 하이바라가 감금당한 사이에 감금 장소에서 벌어진 살인 사건이 사실은 남편을 죽이기 위한 아내가 하이바라를 목격자로 삼아 알리바이를 얻으려 꾸민 사건이라는 것을 하이바라가 감금되어 있던 사건 현장에 남아있던 모순된 단서들이 알려주는 진상을 발견하면서 밝혀내는 에피소드. |
| 769 |       | 골칫덩어리 응급 환자                            |                                      | 2015년 2월 28일  |                 | 오리지널 ep 236            | 어느 남성이 경찰의 추적을 피하던 도중 아유미를 인질로 삼다가 탈진해 쓰러지게 되었는데 탈진한 남성을 수술한 의사가 보이는 수상한 행동으로 말미암아 탈진한 남성이 실은 의사에게 살의를 품고 접근하려다 당하는 바람에 벌어진 사건임을 알아내어 의사의 혐의를 밝히는 에피소드. |
| 770 | 696화 | 서먹서먹한 다과회 (전편)                        | 불편한 다과회 (전편)                 | 2015년 3월 7일   | 2017년 2월 28일 | 84권 File 6 ~ 8            | 모리 탐정과 란, 그리고 코난은 에리의 맹장염 수술을 한 병원에 방문한다. 병실에서 나오는 동안, 코고로와 코난은 아무로와 조우하고 그들은 중독에서 죽은 여자를 발견하게 된다. 일행은 레이나가 아픈 친구 주리를 방문하면서 두 명의 친구와 다과회를 했다는 것을 알아낸다. 경찰은 가능한 동기를 밝혀려고 이루어진 각 용의자의 각 심문에서 알아낸 바로는 토키에의 전 남자 친구는 레이나가 채간 그녀의 현재 남편이고, 카츠키 때문에 레이나 추천 주식의 돈 많은 양의 손실이 되었고, 주리는 레이나의 아들이 감기에 걸린 것 때문에 주디의 아들이 시험에 실패했다. 용의자 3명은 그녀를 독살하는 차의 다른 색상으로 찻잔을 전환 할 수 없기 때문에, 피해자를 죽이지 않았다고 부인하는데... |
| 771 | 697화 | 서먹서먹한 다과회 (후편)                        | 불편한 다과회 (후편)                 | 2015년 3월 14일  | 2017년 3월 7일  | 84권 File 6 ~ 8            | 소리없이 장면은 아무로가 어릴 적에 미야노 엘레나가 "레이 군."이라 부르는 회상으로 넘어간다. 사건이 끝나고 다카기 형사는 아무로에게 하이도 중앙 병원이 폭발물 소동, 아나운서 미스나시 레나 거짓 쾌유 영상 사건을 언급한다. 코난은 다카기 형사가 이야기를 중단하기를 바라지만 아무로가 다카기 형사에게 쿠스다 리쿠미치를 아느냐고 묻는다. 다카기는 폭발물 소동 며칠 전에, 경찰이 병원에서 가까운 곳에서 반파된 차량을 찾았는데 그 소유주가 병원에서 항상 입원해 있다가 갑자기 사라진 쿠스다라는 사실을 밝혀버린다. 차 안에서 혈흔이 많이 있었으며 아무로는 이러한 혈흔 자국은 총상에 의해 생긴 얼룩이라 이해하는데... |
| 772 | 698화 | 쿠도 신이치 수족관 사건 (전편)                  | 남도일 수족관 사건 (전편)            | 2015년 3월 21일  | 2017년 3월 7일  | 83권 File 10 ~ 84권 File 2 | 아가사 박사님의 인솔 하에 소년 탐정단과 함께 베이카 수족관에 돌고래 쇼를 보러 오게 된 코난은 약 1년 전에 감기에 걸려버린 소노코 대신 모리 란과 함께 있던 수족관에서 일어난 살인 사건을 회상한다. 부모의 별거를 끝내고자 사전답사를 온 란의 보조로 방문한 수족관에서 피의 냄새를 맡고서 사건 현장에 서둘러 접근, 메구레 경부를 부르고 사건 현장과 피해자 유체의 형상을 근거로 범인이 피살자의 지인이라 판단하고 현장에 남아 있던 휴대전화의 기록과 사건 주변에 있던 인물의 소지품을 토대로 3명의 용의자를 추려내는데... |
| 773 | 699화 | 쿠도 신이치 수족관 사건 (후편)                  | 남도일 수족관 사건 (후편)            | 2015년 3월 28일  | 2017년 3월 14일 | 83권 File 10 ~ 84권 File 2 | 소지품으로 인해 용의자로 불려온 3명은 각각의 이유를 대며 각자 자기가 휴대전화를 통해 촬영한 영상을 증거로 피해자가 죽은 시각의 알리바이를 제시한다. 하지만 각기 다른 3명의 영상에서 1명의 영상에서 부자연스럽고 무언가 작위적인 부조리를 간파한 신이치는 사건 현장을 다시 한번 방문하며 증거품을 찾고자 하는데 란이 무심코 던진 말을 토대로 그 어색함을 파악하고 용의자 3명을 모아 1명만 이상한 동영상을 찍고 있으며 그것은 자신이 범인이라고 자백하고 있는 것 같은 동영상에서 신이치는 서서히 범인을 몰아넣는데... |
| 마흔 번째 여는 곡 : WE GO |       |                                                 |                                      |                  |                 |                            | |
| 774 | 700화 | 사라진 뭉크의 절규                              | 사라진 뭉크의 절규                   | 2015년 4월 18일  | 2017년 3월 14일 | 오리지널 ep 237            | '뭉크의 절규'를 통해 괴도 키드를 잡으려던 정지로 영감의 계획을 누군가가 '뭉크의 절규'를 운송 도중 사라지게 함으로써 저지하고 이를 일으킨 인물이 누구인지 밝히는 이야기. |
| 775 |       | 조종당한 명탐정 (전편)                          |                                      | 2015년 4월 25일  |                 | 오리지널 ep 238            | 강도단을 소탕하기 위해 모리 탐정이 위장 수사를 진행하는 이야기. |
| 776 |       | 조종당한 명탐정 (후편)                          |                                      | 2015년 5월 2일   |                 | 오리지널 ep 238            | 강도단을 이끄는 수장이 모리 탐정에게 의뢰한 사건에 관한 이야기. |
| 777 | 701화 | 소년 탐정단 VS 노인 탐정단                      | 어린이 탐정단 VS 실버 탐정단         | 2015년 5월 9일   | 2017년 3월 21일 | 오리지널 ep 239            | 소년 탐정단 멤버와 코난은 자신들을 노인 탐정단이라고 밝히며 소년 탐정단처럼 행동하는 사람들을 만나게 되었다. 노인 탐정단원들은 금발 머리카락을 가진 도둑을 보고 집으로 들어와 구로다 기요마사의 시신을 보았다고 말했다. 노인 탐정단원들은 그 사건을 해결한 것 같았고 금발 도둑이 키요마사를 죽였다고 말했다. 그럼에도 정황증거가 그럴 듯해 오히려 코난은 그것이 진실인지 의심하고 사실 여부를 검증하기로 한다. 그리고 알아보니 피해자인 구로다와 탐정단 구성원인 토쿠나가에게 연결고리가 되었던 사건이 존재했는데... |
| 778 | 702화 | 천사가 사라진 신기루                            | 천사가 사라진 신기루                 | 2015년 5월 16일  | 2017년 3월 21일 | 오리지널 ep 240            | 어느 화가의 배우자가 의뢰한 사건을 해결하는 과정에서 화가의 고향 친구가 자신의 여성 지인을 살해하는 장면을 친구인 화가가 목격한 것을 은밀히 숨기려고 사고사로 위장해 죽이고 관련 증거를 인멸하려고 시도했음에도 화가가 남긴 기묘한 그림이 사건 해결의 열쇠가 되어 사건의 진범이 밝혀지고 화가의 명예가 회복되는 에피소드. |
| 779 | 703화 | 주홍색의 서장                                   | 주홍색의 서장                        | 2015년 5월 30일  | 2017년 3월 28일 | 84권 File 9 ~ 11           | 아무로는 조디 수사관의 친구 시부야 나츠코에게 의뢰를 받았다. 베르무트를 차에 태우고 그녀를 만나러 가던 도중, 나츠코가 계단에서 떠밀려 부상을 입은 걸 발견했다. 코난은 조디와 접촉해 버번이 쿠스다 리쿠미치의 죽음을 조사하기 시작했으니 특별히 조심하라고 강조했다. 그러던 중 조디에게 전화가 온다. 내용은 자신의 친구인 나츠코가 계단에서 굴러떨어졌으니 사건 현장으로 오라는 것. 현장에 도착한 조디는 캐멀과 조우한다. 사건 수사 중 피해자에게서 스토커 조사 의뢰를 받았다는 아무로가 왔는데, 그는 캐멀과 조디가 FBI라는 말을 경찰에게서 듣고는 은근히 저 두 사람을 도발했다. 그리고 나츠코를 떨어뜨린 범인을 알아내어 사건을 종결시키기 위해 수사하기 시작하는데... |
| 780 | 704화 | 주홍색의 추구                                   | 주홍색의 추궁                        | 2015년 6월 6일   | 2017년 3월 28일 | 84권 File 9 ~ 11           | 사건 수사 중 피해자에게서 스토커 조사 의뢰를 받았다는 아무로가 왔는데, 그는 캐멀과 조디가 FBI라는 말을 경찰에게서 듣고는 은근히 저 두 사람을 도발했다. 이를 지켜본 코난은 슬쩍 아무로를 데려가 "아무로 형은 적 맞죠? 나쁜 놈들의……."라고 질문했다. 그런데 아무로는 "제로는 내 어릴 적 별명이 맞지만 넌 나에 대해서 약간 오해하고 있는 것 같네."라고 대답한다. 아무로의 도발적인 발언과 조디에게서 얻어들은 피해자의 정보로 누가 사건을 일으킨 범인인지 알아내고 사건을 해결한다. 사건이 해결된 후, 나츠코의 상태가 심각해졌다는 연락이 도달하고 이 말에 조디 일행은 서둘러 병원으로 달려가는데... |
| 781 | 705화 | 주홍색의 교착                                   | 주홍색의 교착                        | 2015년 6월 13일  | 2017년 4월 4일  | 85권 File 1 ~ 5            | 병실로 간 조디와 코난은 의식이 돌아온 나츠코를 만나고서야 함정이었다는 걸 깨닫고 병원 입구 쪽에 있는 캐멀에게로 달려갔다. 조디는 캐멀에게 아무로가 떠나는 걸 봤는데 뭔가 말하지 않았냐고 물었고, 캐멀은 방금 말하지 않았냐며 의아해했다. 사실 캐멀이 아무로와 헤어지기 전에 만난 조디는 베르무트의 변장이였다. 캐멀은 조디로 변장한 베르무트에게 쿠스다 리쿠미치가 차 안에서 총을 머리에 대고 자살했다는 말을 안 했다는 말 밖에 안 했다고 했는데, 아무로는 슈이치가 살아있다는 것을 증명하기 위해 다음날 택배 배달원인 것처럼 속임수를 이용해 쿠도 저택에 와서 오키야 스바루를 방문하는데... |
| 782 | 706화 | 주홍색의 귀환                                   | 주홍색의 귀환                        | 2015년 6월 20일  | 2017년 4월 4일  | 85권 File 1 ~ 5            | 아무로는 스바루에게 쿠스다의 시체를 이용해 어떻게 아카이가 죽은 것처럼 위장한 건지를 설명하고 아카이가 오키야로 변장하고 있을 거라고 자신이 추정하고 있음을 밝혔다. 지금쯤 자신의 동료들이 당신의 동료를 궁지에 몰아넣고 있을 테니, 동료들에게서 전화가 오기 전에 빨리 마스크를 벗고 정체를 드러내라고 말했다. 한편, 캐멀의 말을 들은 코난의 표정이 마음에 걸린 조디는 캐멀과 함께 아카이가 죽은 라이하 고개로 가고 있었다. 코난의 반응 때문에 쿠스다의 시체로 아카이가 죽은 것처럼 위장했을 수도 있음을 깨달은 조디는 라이하 고개로 가면 이를 확인할 수 있을 만한 무언가를 발견할 거라고 생각했다. 그런데 갑자기 수상한 차량들이 나타나 이들을 추적하기 시작했다. 추적전 도중 타이어의 공기가 거의 다 빠져서 더 이상 따돌릴 수 없다고 캐멀이 생각했던 그 순간에 뒤쪽 좌석에 있는 누군가가 자동차 지붕을 열라는 말을 했다. 그런데 뒤쪽 좌석에 있던 사람은 다름 아닌 라이하 고개에서 소사체로 발견되어 현재는 사망한 것으로 알려져 있었던 FBI 수사관 아카이 슈이치였다. |
| 783 | 707화 | 주홍색의 진상                                   | 주홍색의 진상                        | 2015년 6월 27일  | 2017년 4월 11일 | 85권 File 1 ~ 5            | 아카이는 캐멀에게 5초 동안 속도를 유지하고 있으라고 한 뒤 바로 뒤에서 따라 오고 있던 차량의 타이어를 향해 총을 쐈다. 스바루를 추궁하고 있던 도중, 조디 일행을 추적하고 있던 사람들에게서 조디 일행의 차에 아카이가 타고 있었다는 연락을 받은 아무로는 당황했다. 이들은 아무로에게 아카이가 쏜 총에 맞아 맨 앞에 있던 차의 타이어에 구멍이 나는 바람에 더 이상 추적할 수 없게 되었다는 말을 했는데, 마침 아카이가 와서 권총과 휴대전화를 바꾸자는 말을 했다. 그 휴대전화를 통해 아무로와 통화하게 된 아카이는 그가 공안의 스파이임을 알고 있다는 걸 알려주고, 네 동료들에게 준 총은 쿠스다 리쿠미치의 권총이니 조사해보라며 나를 잡아 조직에서 출세할 생각이었던 듯한데 눈앞의 공적에 눈이 멀어 진정한 목적을 잊지 말라는 말을 했다. 이 말을 들은 아무로는 더 쫓으면 위험하니까 돌아가자고 동료들에게 말했고, 통화가 끝난 후 스바루에게 자신이 오해했다고 말한 뒤 돌아갔다. 이후 베르무트와 만났을 때, 아무로는 확인해보니 자신의 추리가 잘못된 거였다고 말했다. 며칠 후, 아카이는 조디와 캐멀을 쿠도 저택으로 불러서 자신이 오키야 스바루로 변장하고 있다는 걸 분명히 밝혔다. 저 당시 스바루로 변장하고 있었던 건 쿠도 유사쿠. 사실 아카이가 저 두 사람을 쿠도 저택으로 부른 건 쿠도 유키코와 아가사 박사, 코난의 도움을 받아 오키야 스바루로 변장한 채 지내고 있다는 걸 알려주기 위해서가 아니라 미즈나시 레나에게서 받은 문자메시지의 내용이 RUM이라는 걸 알려주기 위해서였다. 코난은 아무로가 일하는 카페로 찾아가서 아무로에게 거짓말쟁이라고 일침을 놓는다. (한) 14기 마지막 에피소드 |
| 784 |       | 직녀 클럽에 잘 오셨습니다                       |                                      | 2015년 7월 11일  |                 | 오리지널 ep 241            | 소노코에게 상담을 신청해온 여학생을 만나러 어느 진학교에 방문하게 된 소노코 일행은 직녀 클럽 회원들이 연극 로미오와 줄리엣에 나온 인물명을 차용한 어느 괴한에게 편지를 받고나서 봉변을 당한 것을 알게 된다. 그런데 공교롭게도 일행에 눈에 유력한 용의자로 떠오른 미청년은 알리바이 불명 상태, 다만 코난은 일려의 사건을 일으킨 괴한이 직녀 클럽 회원들에게 가한 범행에 의심스러운 점을 발견하고 위화감의 원인을 찾기 위해 현장을 다시 찾는데... |
| 대한민국 15기 : 퍼즐 (일본판 마흔한 번째 여는곡 〈수수께끼〉) 2017년 8월 8일 ~ 2018년 9월 25일투니버스 (화 20:00~21:00;SP(제 785화 ~ 제 786화),제 787화 ~ 제 825화 중 9회 미방영 ) |       |                                                 |                                      |                  |                 |                            | |
| 785 | SP    | 타이코, 사랑걸린 명인전 (전편)                  | 태합, 사랑하는 명인전(전편)          | 2015년 7월 18일  | 2018년 9월 25일 | 85권 File 6 ~ 9            | 중요한 대회를 앞둔 슈키치는 유미가 납치되어 우물에 갇혔다는 것을 알아 내기 위해 서신을 열었습니다. 이 편지에는 유미의 행방과 관련된 단서가 담겨있다. 그는 그 위치에 도착하지만 우물을 찾을 수 없습니다. 도착하자마자, 그는 즉시 슈키치의 진정한 목적을 묻는 코난과 소년 탐정단과 부딪친다. 슈키치가 쇼기의 전투와 사랑 둘 다이기는 것을 시도하기 때문에 장고 시간은 연기된다. (한) 15기 본편이 끝나고 난 뒤 추석 특집으로 방영되었다. |
| 786 | SP    | 타이코, 사랑걸린 명인전 (후편)                  | 태합, 사랑하는 명인전 (후편)         | 2015년 7월 25일  | 2018년 9월 25일 | 85권 File 6 ~ 9            | 코난 그리고 아가사 박사 및 소년 탐정단은 슈키치에게 도움이 되어 우연히 그가 마사미를 상주하는 동일한 호텔에 투옥되었던 유미를 구조합니다. 저녁이 경찰 차량의 슈키치 모든 일곱 장기 타이틀을 승리 TV에서 본 한 호텔하지만 그녀 아래에 그냥 미소 내가 모르는 말 때문에 그녀의 방에서 어린 소녀를 요청합니다. 또한 아카이 하네다와 미소에 뉴스를 지켜보고 있다. |
| 787 | 708화 | 한여름의 수영장에 가라앉아 있는 수수께끼 (전편) | 한여름 수영장에 잠긴 수수께끼 (전편) | 2015년 8월 1일   | 2017년 8월 8일  | 85권 File.10 ~ 86권 File.1 | 마스미는 코난을 자신이 체류하는 호텔로 초대하는데 영역밖 여동생이 코난과 중요한 이야기를 나누고 싶다고 했기 때문이었다. 하지만 소노코와 란이 동행하자 밀회 계획은 백지화되고 대신 호텔 수영장에 가기로 한다. 그런데 어느 부잣집 아가씨가 자신의 값비싼 목걸이를 수영장에서 잃어버려 찾느라 입욕은 한동안 금지되고 말았다. 그리고 몇 시간 후, 그 부유한 상속녀가 탱크의 바닥에 시체로 발견된다. (한) 15기 첫번째 에피소드 |
| 788 | 709화 | 한여름의 수영장에 가라앉아 있는 수수께끼 (후편) | 한여름 수영장에 잠긴 수수께끼 (후편) | 2015년 8월 8일   | 2017년 8월 8일  | 85권 File.10 ~ 86권 File.1 | 코난의 밤은 범인을 찾는 것에 맞춰지고 있었는데 마스미가 언급한 문장으로 말미암아 란은 어릴 적에 이미 만난 적이 있다 생각하고 되묻는데 소노코가 끼어든다. 사건이 마무리되자 란은 마스미와 어느 소녀가 만나서 이야기하는 것을 장면을 보게 되는데 마스미의 대화 상대인 그 소녀에게서 기시감을 희미하게 느끼게 되는데 그것은 자신이 어렸을 적에 어딘가에서 들었던 파도 소리와 매우 밀접한 것이었다. |
| 789 | 710화 | 여왕의 일기 예보                                | 여왕님의 일기 예보                   | 2015년 8월 15일  | 2017년 8월 15일 | 오리지널 ep 242            | 일기 예보의 여왕이라 불리는 어느 기상예보관의 초대를 받아 코난 식구들이 방송국에 오게 되고 거기에서 미모의 기상 캐스트를 만나게 되지만 다른 프로그램에 들어가기 전에 기상예보관이 2층에서 추락하여 사망한채 발견되는 사건이 일어나고 현장에 달려온 이들은 사고사로 판단하지만 코난은 사건 현장에 남겨진 위화감과 암호를 보고서 사고사가 아닌 누군가의 범행이라 여기고 주변을 조사해서 사건과 연관된 유력한 증거를 잡고자 하는데... |
| 마흔 한 번째 여는 곡 : 수수께끼 |       |                                                 |                                      |                  |                 |                            | |
| 790 | 711화 | 베이카 퐁, 출혈 대서비스                        | 베커몽 열정의 대서비스               | 2015년 9월 5일   | 2017년 8월 15일 | 오리지널 ep 243            | 인형 탈을 입은 피해자를 괴한이 찌르는 장면을 보았던 청소부의 증언으로 경찰은 인형 탈을 원래 입기로 되어 있던 사람을 원망한 사건으로 보지만 코난이 사건을 뒤집어보는 이야기. |
| 791 | 712화 | 타카기 형사, 수갑을 찬 채 도주                  | 신 형사, 수갑 차고 도주!             | 2015년 9월 12일  | 2017년 8월 22일 | 오리지널 ep 244            | 타카기 형사 큰 소동에 휘말리게 되는데 함께 수갑을 차고 있던 사람과 이리저리 치고받고 싸우고 심지어는 코난이 진짜 범인까지 잡는 등 타카기 형사가 큰 고생을 하게 되는 이야기. |
| 792 |       | 3명의 제1목격자 (전편)                          |                                      | 2015년 9월 19일  |                 | 86권 File. 2~4             | 코난은 하이바라에게 보스의 오른팔인 럼에 대한 정보를 요청하게 된다. 한편 소년 탐정단은 자신을 돌봐주던 여자가 살해된 것이 두려운 나머지 겁에 질려 있던 어린 소년을 만나게 되고 이윽고 누군가에게 살해된 것으로 보이는 여자를 발견한다. 코난은 피해자의 몸이 그녀의 집에서 스스로 매달려 있던 것으로 판단한다. 그리고 의구심은 현장으로 소환된 세 명의 목격자가 우연히도 하이바라에게서 들었던 조직의 2인자에 대한 특징을 보이자 더욱 커지게 된다. |
| 793 |       | 3명의 제1목격자 (후편)                          |                                      | 2015년 9월 26일  |                 | 86권 File. 2~4             | 코난은 강도 행각을 벌인 도적단 일행으로서의 악행을 회개하고자 했기 때문에 여자가 자신을 죽인 것이라 판단한다. 또한 여자는 다른 도적단 일당을 자신의 집 내부로 끌어들여 일부 항목을 가지고 경찰이 이야기를 재구성하는데 도움을 주기 위해 그녀는 자신이 3년 전 공범이라고 고백하는 서신을 자연스럽게 공범에게 부치도록 만들었다. 사건이 마무리되자 하이바라는 럼의 특징을 기억하는데 지금은 어떤 사고로 한쪽 눈을 잃어 의안 같은 것을 착용하고 있다고 발언하게 된다. |
| 794 | 713화 | 보디가드 모리코고로                             | 보디가드 유명한                      | 2015년 10월 3일  | 2017년 8월 22일 | 오리지널 ep 245            | 모리 탐정이 경호원 의뢰를 갑자기 받아들이면서 벌어지는 이야기. |
| 795 | 714화 | 젊은 사모님이 사라진 비밀                       | 아내가 사라진 비밀                   | 2015년 10월 10일 | 2017년 8월 29일 | 오리지널 ep 246            | 아유미와 놀아주던 여성이 갑자기 사라진 이유를 알아내는 이야기. |
| 796 | 715화 | 쇼윈도우 부부의 계략                            | 원앙 부부의 음모                     | 2015년 10월 17일 | 2017년 8월 29일 | 오리지널 ep 247            | 어느 추리 소설가가 자신이 살해하려던 아내에게 살해당한 이야기. |
| 797 | 716화 | 꿈꾸는 소녀의 수수께끼 추리                     | 꿈꾸는 소녀의 기묘한 추리            | 2015년 10월 24일 | 2017년 9월 5일  | 오리지널 ep 248            | 어느 꿈꾸는 소녀가 코난과 함께 사건을 수사하며 해결하는 이야기. |
| 798 | 717화 | 움직이는 표적                                   | 움직이는 표적                        | 2015년 11월 7일  | 2017년 9월 5일  | 오리지널 ep 249            | 코난은 10층 빌딩 옥상에서 회사원인 사다오가 낙하하는 현장을 목격한다. 낙하하던 사다오는 길가에 있는 회사원 코마츠 히토시를 강타할 것 같았지만, 다행히도 코난이 힘껏 차올린 공이 사다오를 밀어내 옆에 쌓인 쓰레기 더미에 떨어져서 도움이 되었다. 사건은 사다오의 자살 미수 사건이라고 생각되었지만 메구레 경감은 누군가가 곤드레 만드레 취해있던 사다오를 옥상까지 실어 떨어뜨린 살인 미수 사건으로 판단, 코난은 옥상을 조사한 뒤 코마츠의 얘기를 듣고 사다오 뿐만 아니라 코마츠도 범인에게 겨냥됐다고 추리한다. 코난은 두 사람한테 원한을 가진 인물을 찾으려고 탐문하는데... |
| 799 | 718화 | 탐정단의 밀실 추리 경쟁                         | 탐정단의 밀실 추리 경쟁              | 2015년 11월 14일 | 2017년 9월 12일 | 오리지널 ep 250            | 코난은 겐타, 미츠히코, 아유미, 하이바라가 축구 연습을 하기 위해서 아가사 박사의 지인의 집터에 가던 중에 목적지인 집터에서 경찰이 수사를 하고 있음을 발견한다. 부지 내 수영장에서 남자의 시신이 발견됐으며 둔기에 의한 후두부의 타박이 치명상인데 부지에 들어가는 출입구 문을 잠근 것은 먼저 온 아가사 박사였다. 집터 부지는 벽돌담으로 둘러싸이고 담장 위에는 유리 파편과 철책. 마지막으로 문을 열린 것은 3일 전이지만, 피해자의 사망 추정 시각은 어젯밤의 날짜가 바뀌기 전이며 사건은 공터라는 지붕 없는 밀실에서 일어나고 있었다. 소년 탐정단은 밀실의 수수께끼에 도전하는데... |
| 800 | 719화 | 1억엔을 쫓아라                                  | 1억원을 쫓아라                       | 2015년 11월 21일 | 2017년 9월 12일 | 오리지널 ep 251            | 무허가 금융 회사 대표인 사에키 켄조와 부인 히로코 여사의 5세 외동딸인 레이나를 유괴한 범인이 오전 10시에 베이카 중앙공원으로 몸값 1억엔을 가정부 스즈코가 전달하라고 요구, 몸값 전달 과정에서 범인이 음성을 변조한채 몸값을 다른 가방에 담아 미리 준비한 별도의 차량에 타고 쿠인 거리에 있는 마츠비라 보석점에 가서 1억엔 상당 보석 10점을 받으라는 명령을 받는데 이윽고 인질로 잡혀있는 레이나의 신변이 걱정된 스즈코가 발신기가 성치된 브로치를 떼며 유괴 사건의 수사는 행방이 묘연해진 가운데 코난은 이미 누가 경찰의 수사를 교란시킨 범인인지 점찍어 놓아두고 있었는데... |
| 801 |       | 돗토리 사구 미스터리 투어 (쿠라요시 편)         |                                      | 2015년 11월 28일 |                 | 오리지널 ep 252            | 쿠마도 일가의 가보인 향로가 도둑맞는 바람에 쿠마도 가의 며느리인 슈코와 쿠마도 가의 예전 가정부인 나오미가 언쟁을 벌이는데 나중에 도둑맞았던 향로가 쿠마도 가문의 대문 앞에 소리없이 등장하게 되어 향로 도난 사건의 범인이 누구인지 모른채 사건이 미궁에 빠지면서 종결되는 에피소드. |
| 802 |       | 돗토리 사구 미스터리 투어 (돗토리 편)           |                                      | 2015년 12월 5일  |                 | 오리지널 ep 252            | 쿠마도 일가의 가보인 향로를 도둑맞았다가 돌려받게 되는 사건의 배후에서 며느리인 슈코가 항로 도난 사건을 대비해 일부러 알리바이를 만들고 고의로 가정부인 나오미와 다투며 용의에서 벗어나고자 사건의 꾸민 사실을 슈코를 해치려던 나오미를 말리면서 밝혀내고 사건을 해결하는 에피소드. |
| 803 | 720화 | 불조심의 함정                                   | 불조심의 함정                        | 2015년 12월 12일 | 2017년 9월 19일 | 오리지널 ep 253            | 어린이 놀이터 연속 방화 사건의 유력한 용의자인 어느 청년의 수상한 거동을 살피면서 발견한 사건 현장에 남겨진 수상한 낙서의 의미를 추리하던 중에 연속 방화 사건의 범인이 다름 아닌 청년이 자주 다니던 도시락 가게의 여주인이라는 충격적인 사실을 알아내며 사건이 마무리되는 에피소드. |

### 내용주
1. ↑  『南総里見八犬伝』（なんそうさとみはっけんでん、난소 사토미 팔견전）은 에도시대 후기의 인물인 다키자와 오키쿠니 〔滝沢馬琴〕에 의해 쓰여진 책이다. 「사토미 팔견전〔里見八犬伝〕」 혹은 「팔견전〔八犬伝〕」이라고도 불린다. 28년간 집필되어 전 98권 (106책)의 대작이다.
2. ↑  스미다 강 (隅田川) : 도쿄 도 기타 구에서 도쿄 만으로 흐르는 강.

### 참조주
1. ↑  작품의 설정상 '남녀 일란성 쌍둥이'로 나온다.
2. ↑  참고로 이 낱말의 올바른 외래어 표기는 '피겨'이다.
3. ↑  김과 수증기는 흔히 혼동되나 엄연히 물질의 상태가 다르다. 김은 액체이고 수증기는 기체이다.

## 같이 보기
- 명탐정 코난 (일본의 만화)
- 명탐정 코난 (애니메이션)